# Rosarium

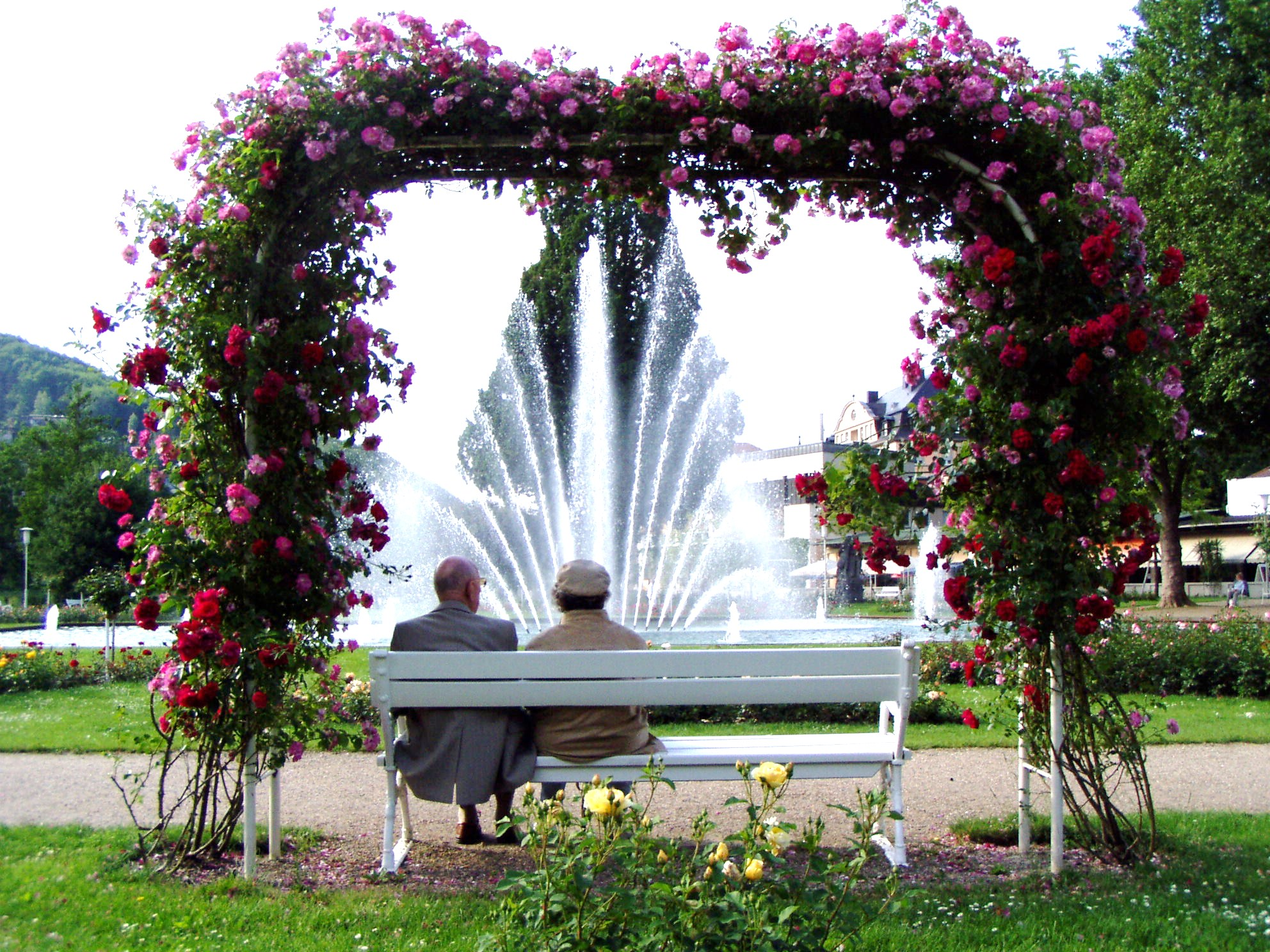
Rosengarten in Bad Kissingen

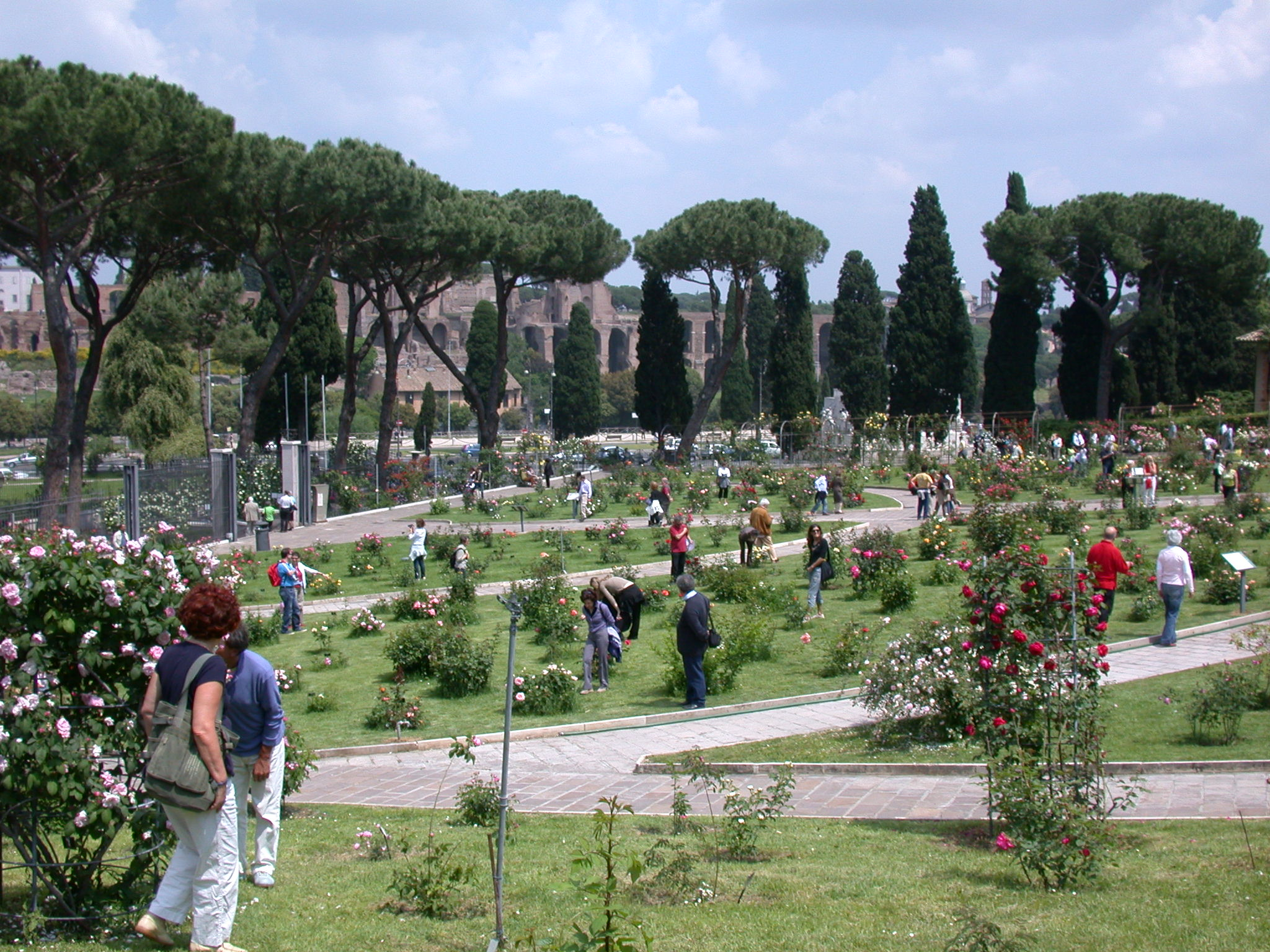
Rosengarten in Rom

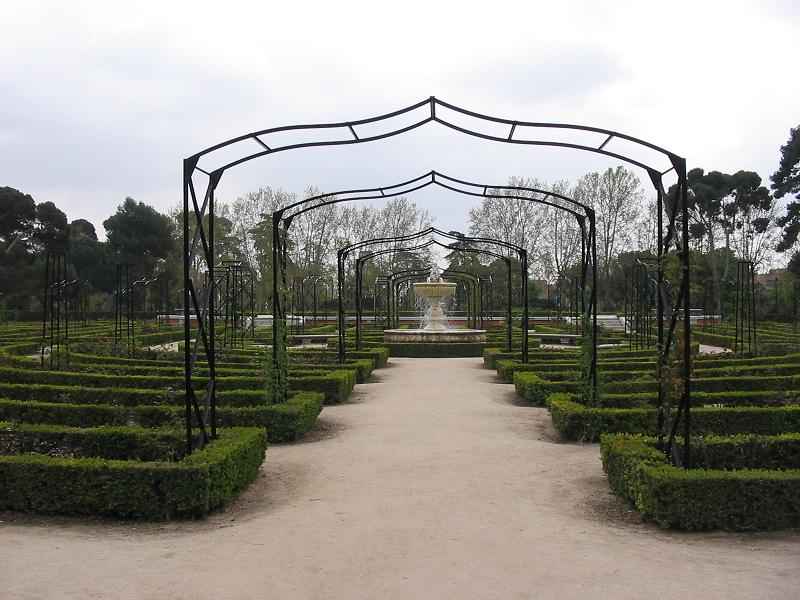
Rosengarten in Madrid

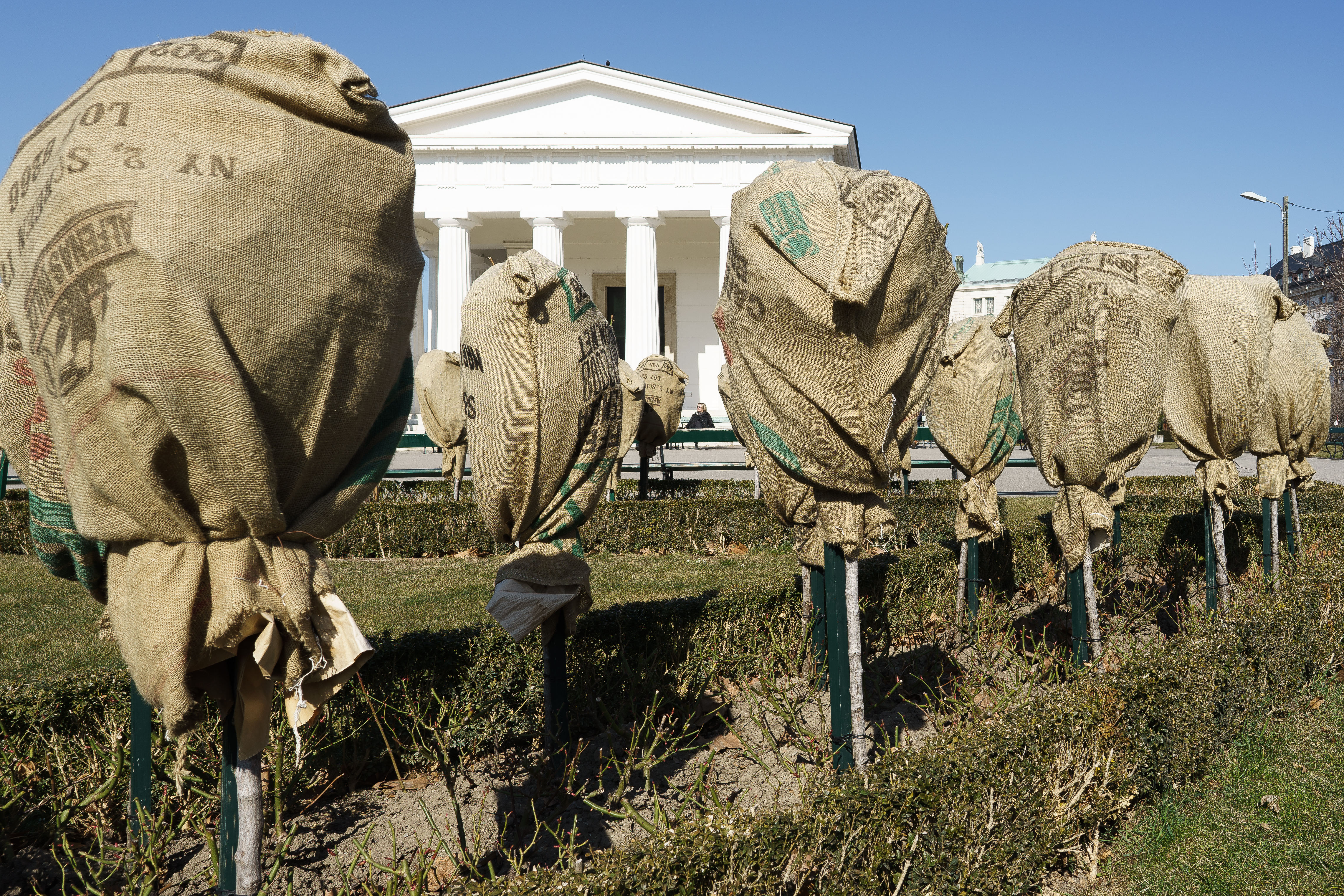
Rosen unter Winterschutz – Wiener Volksgarten

Ein Rosarium (Mehrzahl Rosarien, deutsch Rosengarten) ist ein vorwiegend mit Rosen bepflanzter, meist öffentlich zugänglicher, künstlerisch angelegter Garten oder Park, in der Regel dazu bestimmt, Rosenarten oder -sorten aus aller Welt zu sammeln. Auch der Rosenkranz, also die Zählschnur für das Rosenkranzgebet, oder auch diese Andachtsform selbst werden als Rosarium bezeichnet.

## Geschichte
Die erste bekannte Rosensammlung pflanzte Joséphine, Gattin Napoleons I., in Malmaison unweit von Paris. In ihrem Todesjahr umfasste der Rosengarten rund 250 Rosensorten – alle erhältlichen Rosensorten ihrer Zeit. Heute ist dort zwar noch (wieder) ein Rosengarten, doch hat er nichts mehr mit dem berühmten Vorbild zu tun.
Das älteste noch bestehende Rosarium ist von Jules Gravereaux (1844–1916), einem französischen Geschäftsmann, 1899 angelegt worden. Es handelt sich dabei um die Roseraie du Val-de-Marne in L’Haÿ-les-Roses südlich von Paris, das größte Rosarium Frankreichs.

## Europa

### Belgien
Der Rosengarten bei Schloss Coloma 10 Kilometer südlich von Brüssel beherbergt 6000 Rosenpflanzen von über 3000 verschiedenen Rosensorten mit einem Schwerpunkt auf Kletterrosen und kommerziell vertriebenen Sorten.
Der Internationale Rosengarten von Kortrijk (Provinz Westflandern) wurde auf dem Gelände des Schlosses Hooghe angelegt und präsentiert Rosensorten aus aller Welt. Zudem ist der Garten ein Testgarten für neue Rosensorten.

### Deutschland
Das 1899 begründete, heutige Europa-Rosarium in Sangerhausen besitzt die größte Rosensammlung der Welt. Das zweitgrößte Rosarium Deutschlands ist das Deutsche Rosarium in Dortmund. Der Rosengarten in Zweibrücken ist das drittgrößte Rosarium. 
In Deutschland ist der Park Rosenhöhe in Darmstadt eines der ältesten Rosarien, das im Kern auf das 17. Jahrhundert zurückgeht. Sehr alt ist auch die Roseninsel im Bergpark Wilhelmshöhe. Sie wurde 1766 von Daniel August Schwarzkopf unter Landgraf Friedrich II. von Hessen-Kassel angelegt. Dort wächst unter anderem auch die „Perle von Weißenstein“, die von Schwarzkopf, dem damaligen Hofgärtner des Landgrafen Friedrich II., 1795 gezüchtet und kultiviert wurde und daher als erste deutsche Zuchtrose angesehen wird. Nachdem die Roseninsel jahrzehntelang vernachlässigt worden war, sorgte seit 1977 der Verein Roseninsel Park Wilhelmshöhe unter der Leitung des Ehepaars Hedi (Hedwig) und Wernt Grimm für eine Wiederbelebung des Rosariums.
Gartenanlagen aus dem frühen 19. Jahrhundert mit einem hohen Anteil an Rosen sind der Park Rosenhöhe bei Darmstadt (ca. 1810) und der Rosensteinpark in Stuttgart (ca. 1824).
Auf einen seit dem 16. Jahrhundert bestehenden Renaissancegarten geht der Rosengarten in der Neuen Residenz in Bamberg zurück, der im 18. Jahrhundert in einen reinen Rosengarten umgewandelt wurde. Mittlerweile blühen dort über 4500 Rosen; es finden sich über 50 verschiedene Sorten. Das Jenaer Rosarium bestand von den 1930ern bis in die 1960er-Jahre.
1879 ließ Franz Späth, Besitzer der um 1900 größten Baumschule der Welt, vor den Toren des damaligen Berlins (im heutigen Berlin-Baumschulenweg) neben dem bis heute zu besichtigenden Arboretum ein Rosarium anlegen, das zum Ende des Zweiten Weltkriegs zerstört wurde. Auf dem Gelände befindet sich seit 1963 ein öffentlicher Garten der Humboldt-Universität, Abteilung „System, Arznei- und Gewürzpflanzen“.
In Karlsruhe gibt es seit 1899 einen Rosengarten im Stadtgarten/Zoo, finanziert durch eine Stiftung Karlsruher Bürgerinnen. Er wurde 1915 erweitert und präsentierte rund 11.500 Rosen in etwa 70 Sorten. Zur Bundesgartenschau 1967 erhielt er seine gegenwärtige Gestalt und beherbergt nun 170 Sorten.
Im Jahr 1912 wurde im bayerischen Staatsbad Bad Kissingen mit der Anlage des Rosengartens am Ufer der Fränkischen Saale unterhalb des Regentenbaus begonnen, der 1913 der Bevölkerung übergeben werden konnte. Der Garten war damals die einzige Parkanlage für die Einwohner der Kurstadt, da alle anderen Parks und Grünanlagen in staatlichem Besitz nur den Kurgästen vorbehalten waren. Heute kann der Besucher im Bad Kissinger Rosengarten auf rund 2,5 Hektar etwa 12.000 Rosenstöcke in 155 Sorten bewundern.
Das erste Rosarium in Norddeutschland entstand 1913 in Uetersen unter dem Namen Kaiser-Wilhelm-Rosengarten zu Ehren des 25. Regierungsjubiläums Kaiser Wilhelms II. Diese Parkanlage wurde aus Platzgründen um 1933 aufgegeben und anderer Stelle neu errichtet. Im heutigen Rosarium Uetersen von 1934 sind auf 7 Hektar über 35000 Rosen und 1020 verschiedene Rosensorten, darunter auch 200 historische, zu bewundern.
1968 wurden auf dem Gelände einer ehemaligen Müllkippe am Ortsrand von Seppenrade einige Rosenbeete angelegt. Dieser kleine Rosengarten wurde im Laufe der Jahre dreimal erweitert. Zurzeit ist er 18.753 m² groß. In dem Garten befinden sich etwa 600 Rosensorten und 24.000 Rosenpflanzen.
Das 1989 gegründete Rosarium in Wilhelmshaven beheimatet auf einer Fläche von 4 Hektar zurzeit über 3000 Rosen aus rund 500 Sorten.
Das Rosarium Glücksburg im Norden Schleswig-Holsteins wurde 1991 in einem ehemaligen Teil des Schlossparks eröffnet und beherbergt auf ca. einem Hektar Fläche über 500 Rosensorten, darunter vorwiegend historische Sorten und Deutschlands größte Sammlung Englischer Rosen.
Im Stuttgarter Höhenpark Killesberg blühen im „Tal der Rosen“ 18000 Rosen in 400 Arten und Sorten, die anlässlich der Internationalen Gartenbauausstellung 1993 gepflanzt wurden.
Im Jahr 1998 wurde der Rhododendronpark Bremen um ein 10.000 Quadratmeter großes Rosarium in der Nähe des Eingangs Ronselenstraße erweitert.
Im Freilichtmuseum Roscheider Hof befindet sich im Rahmen der bürgerlichen Wohnkultur ein kleiner Rosengarten mit etwa 100 Sorten.

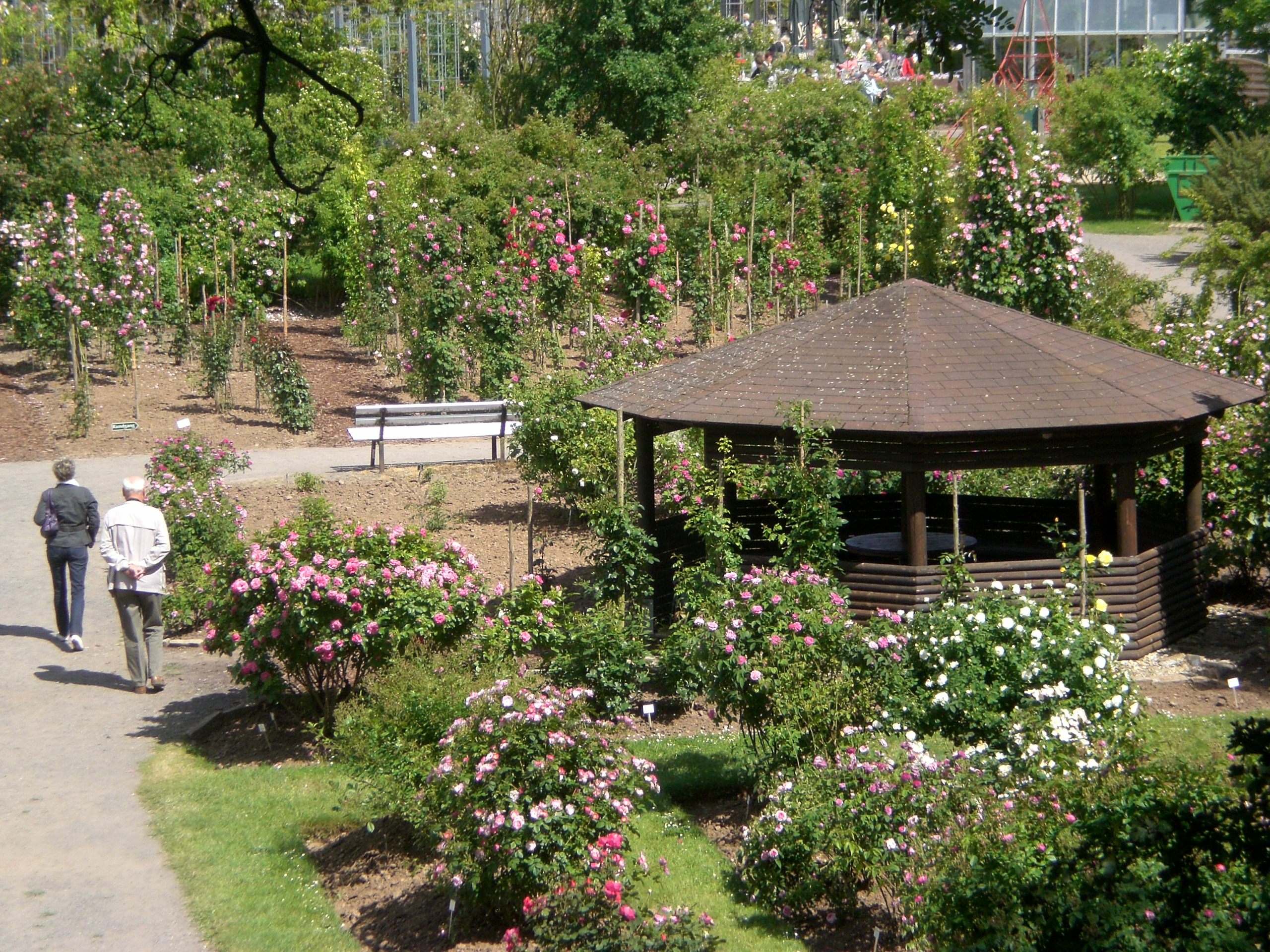
Sangerhausen: Europa-Rosarium
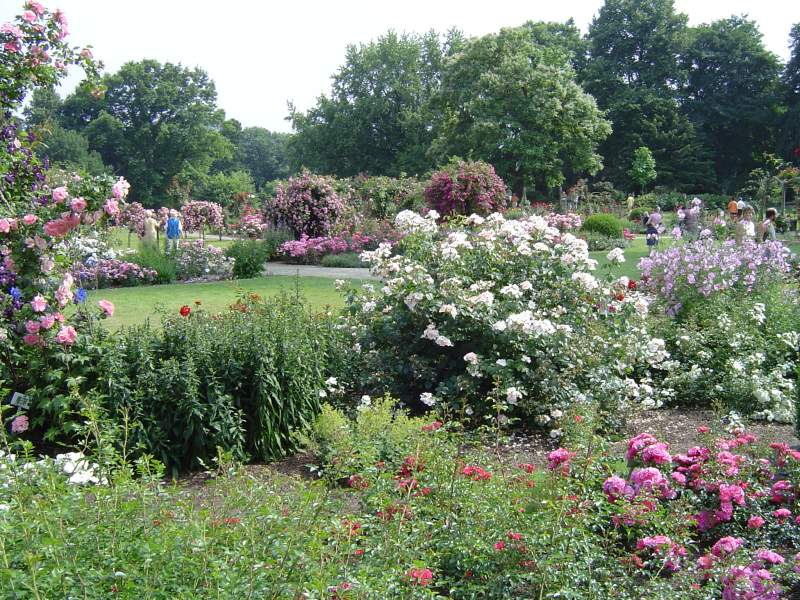
Dortmund: Rosarium Westfalenpark
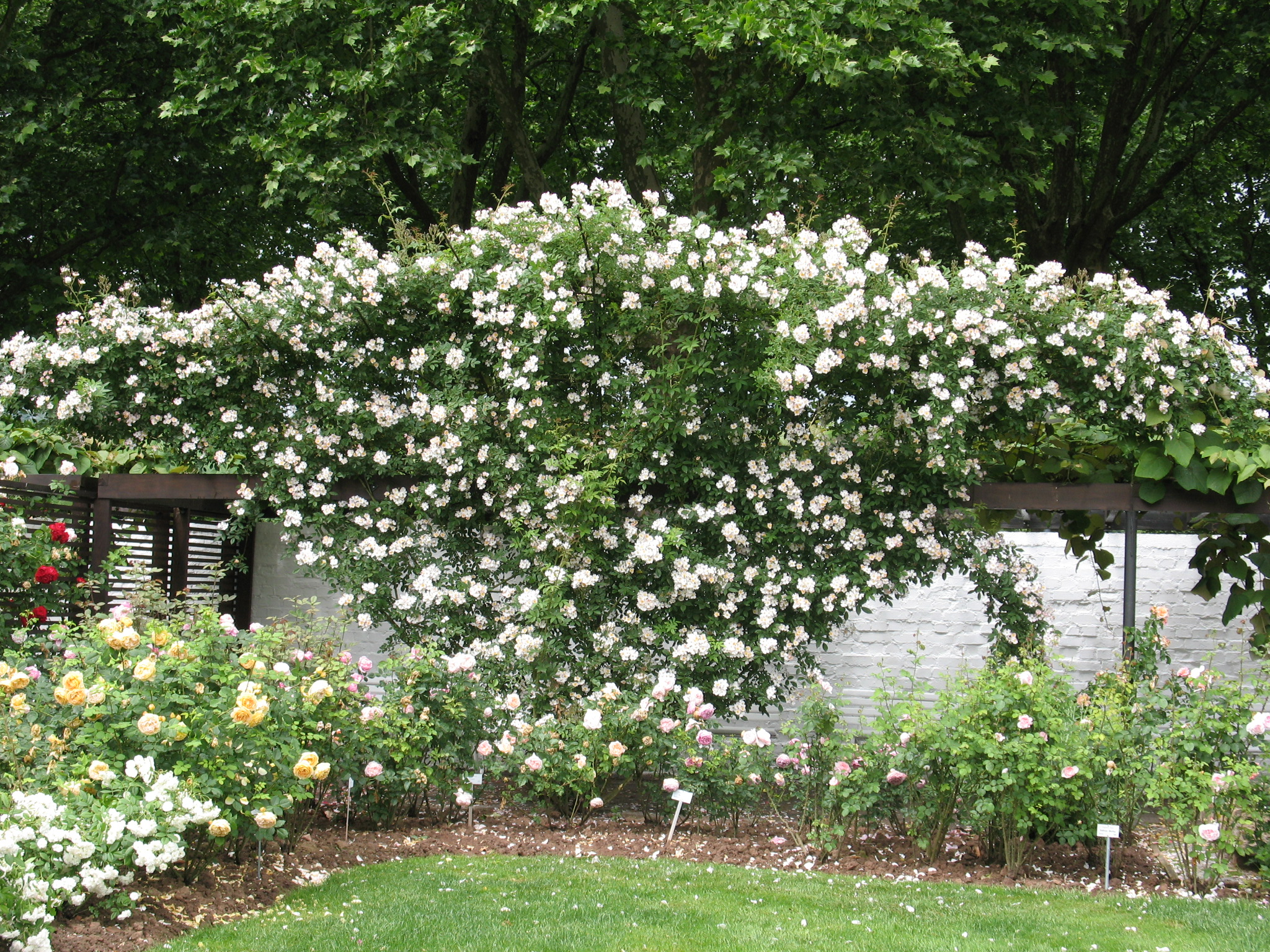
Zweibrücken: Rosengarten
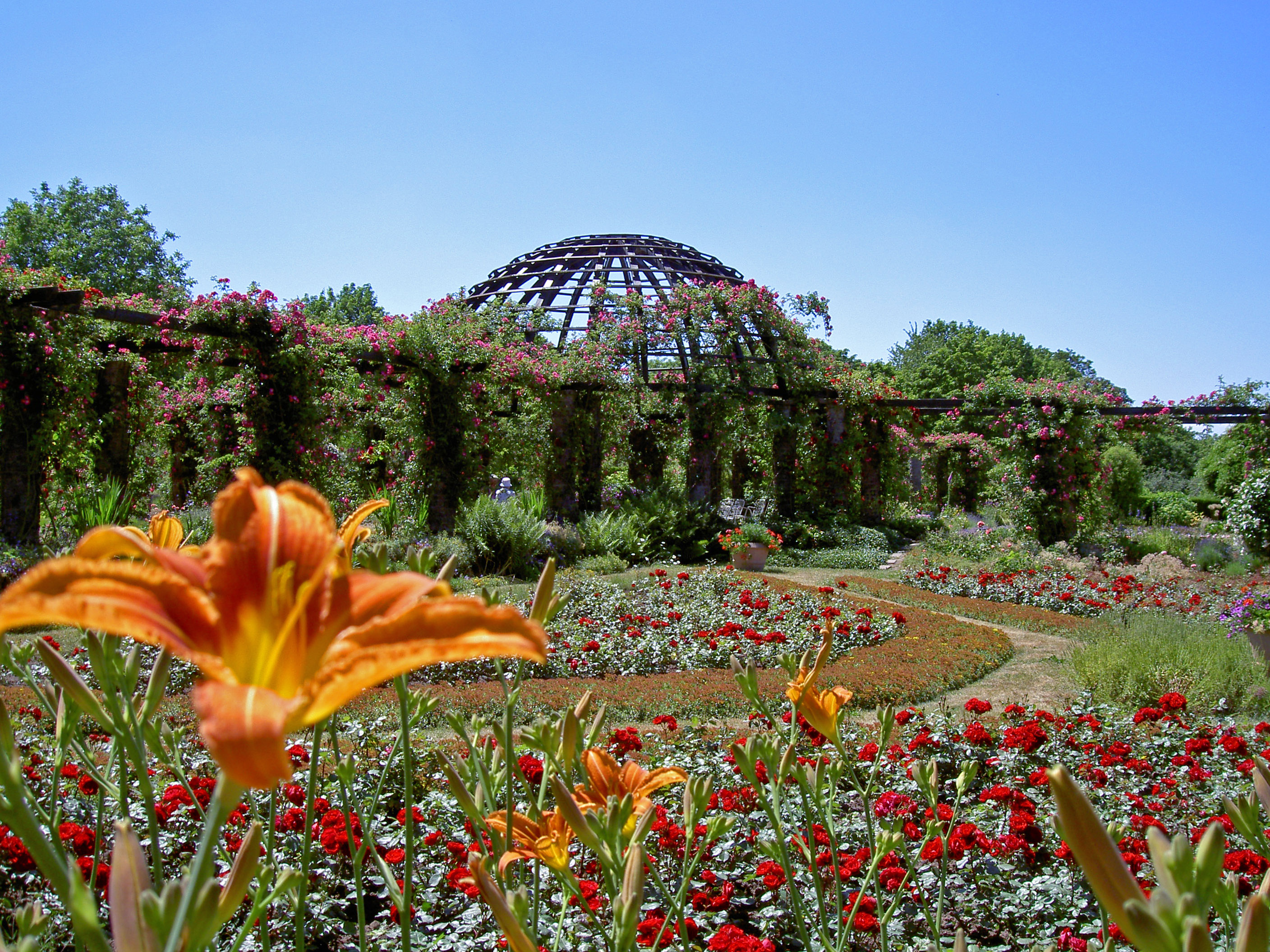
Darmstadt: Park Rosenhöhe
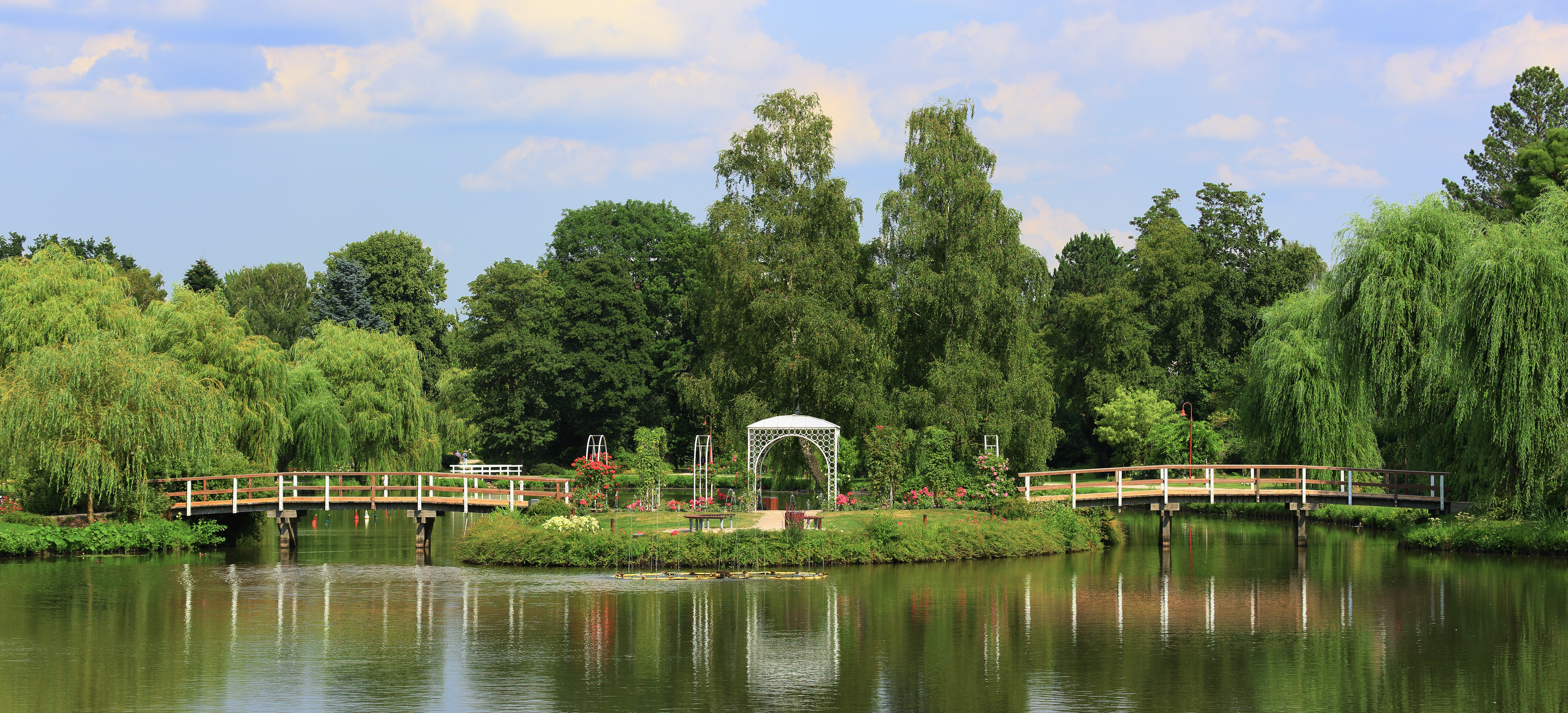
Uetersen: Rosarium
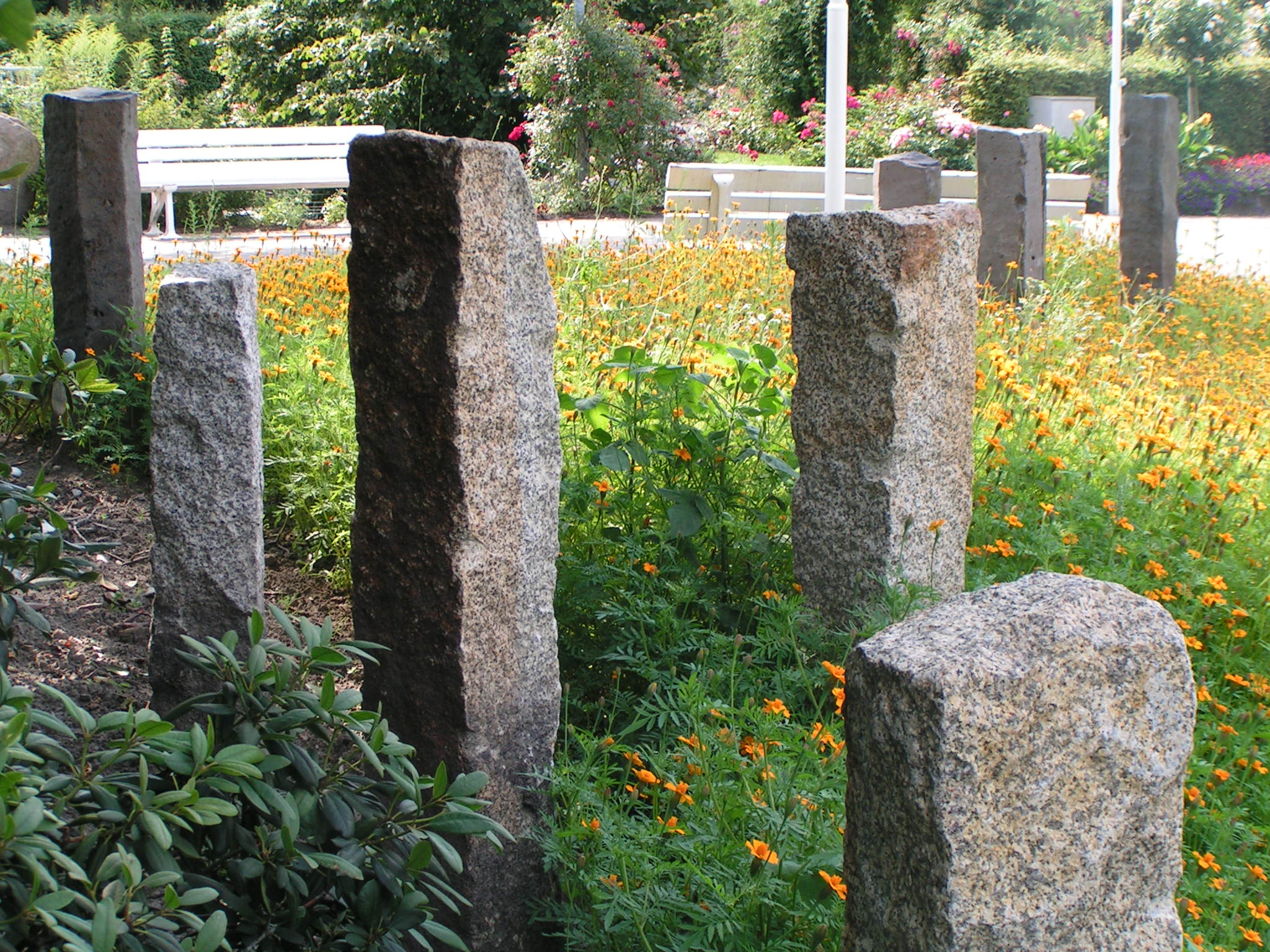
Seppenrade: Rosenpark
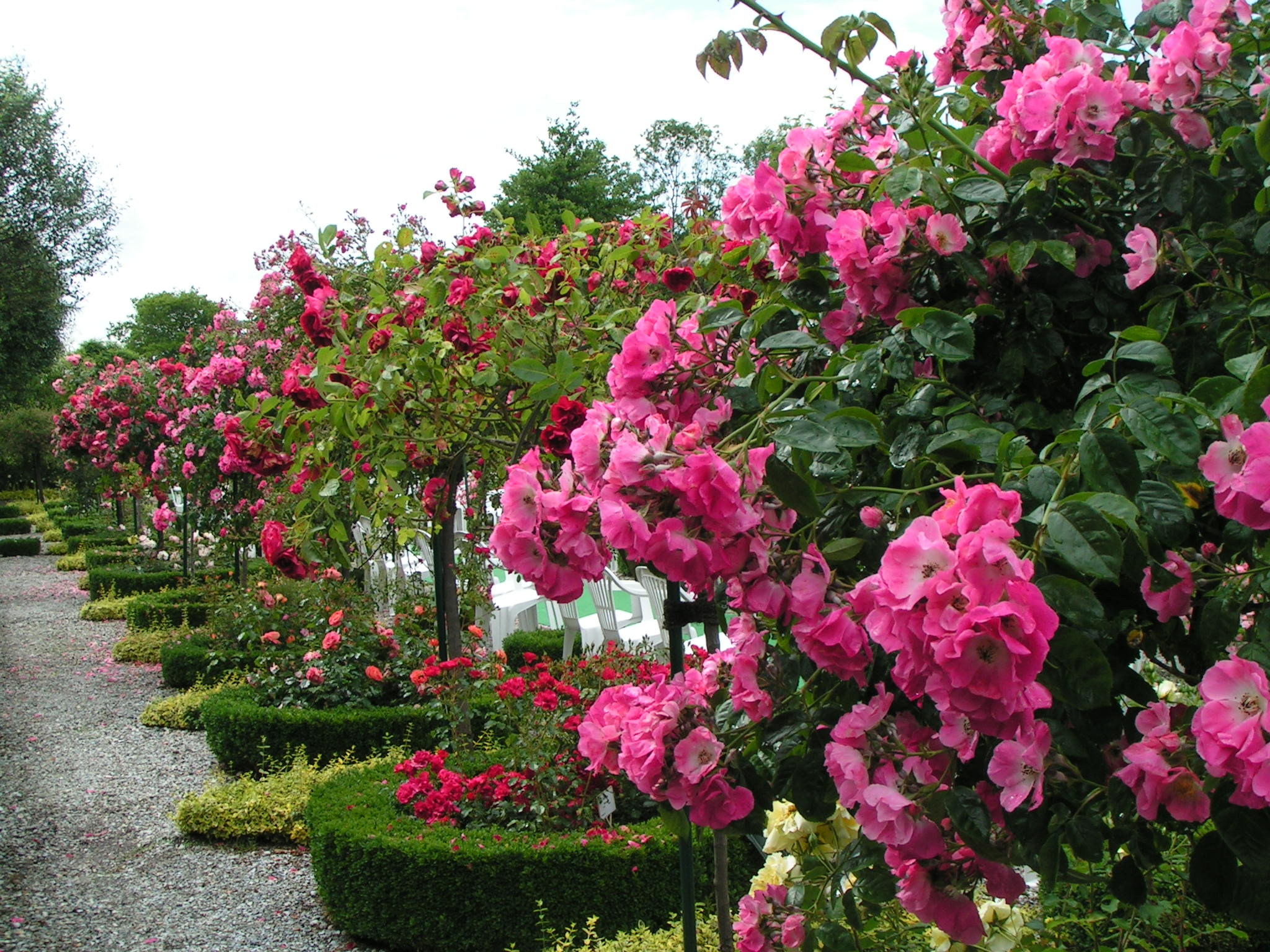
Wilhelmshaven: Rosarium
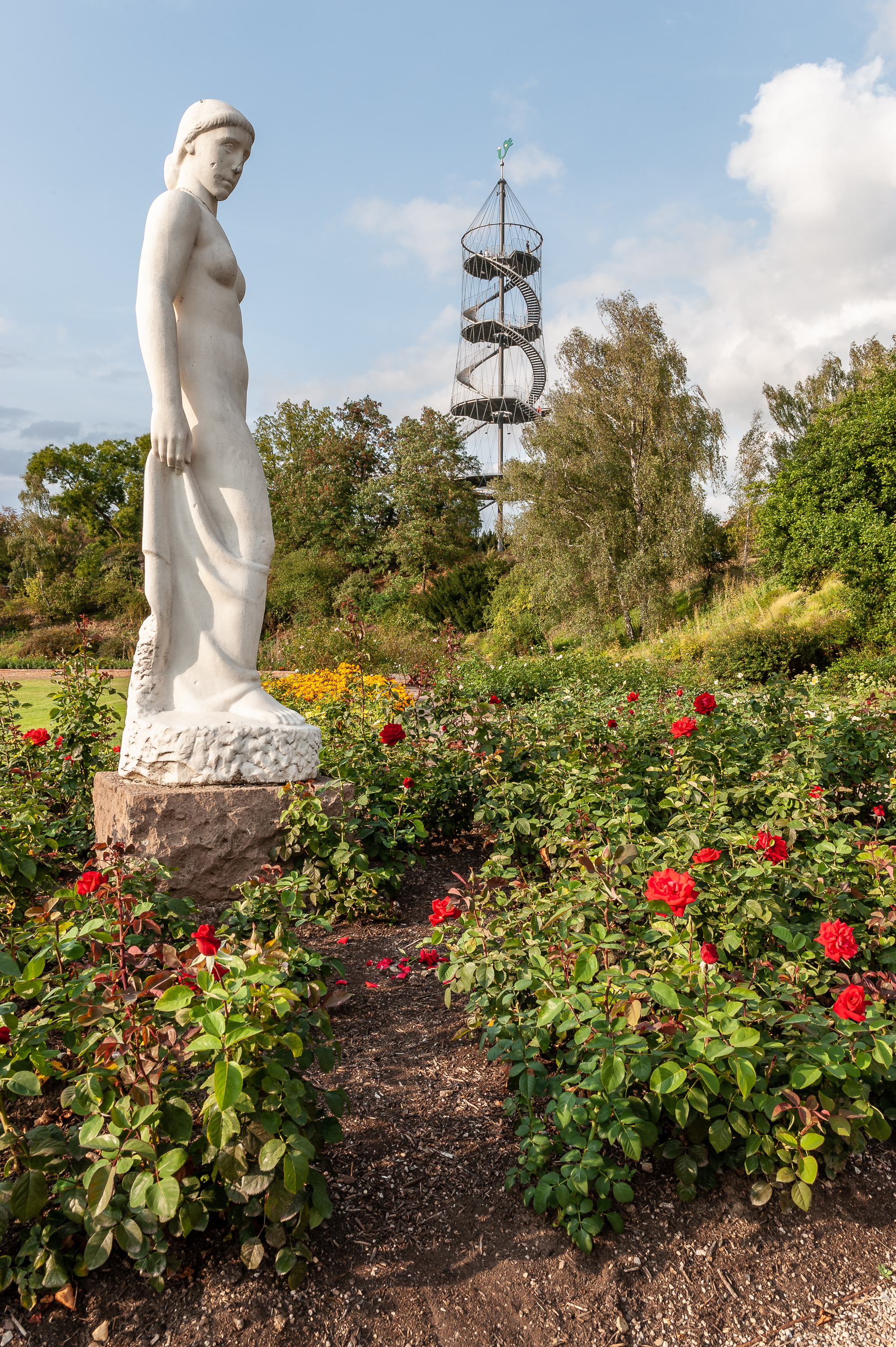
Stuttgart: Tal der Rosen im Höhenpark Killesberg
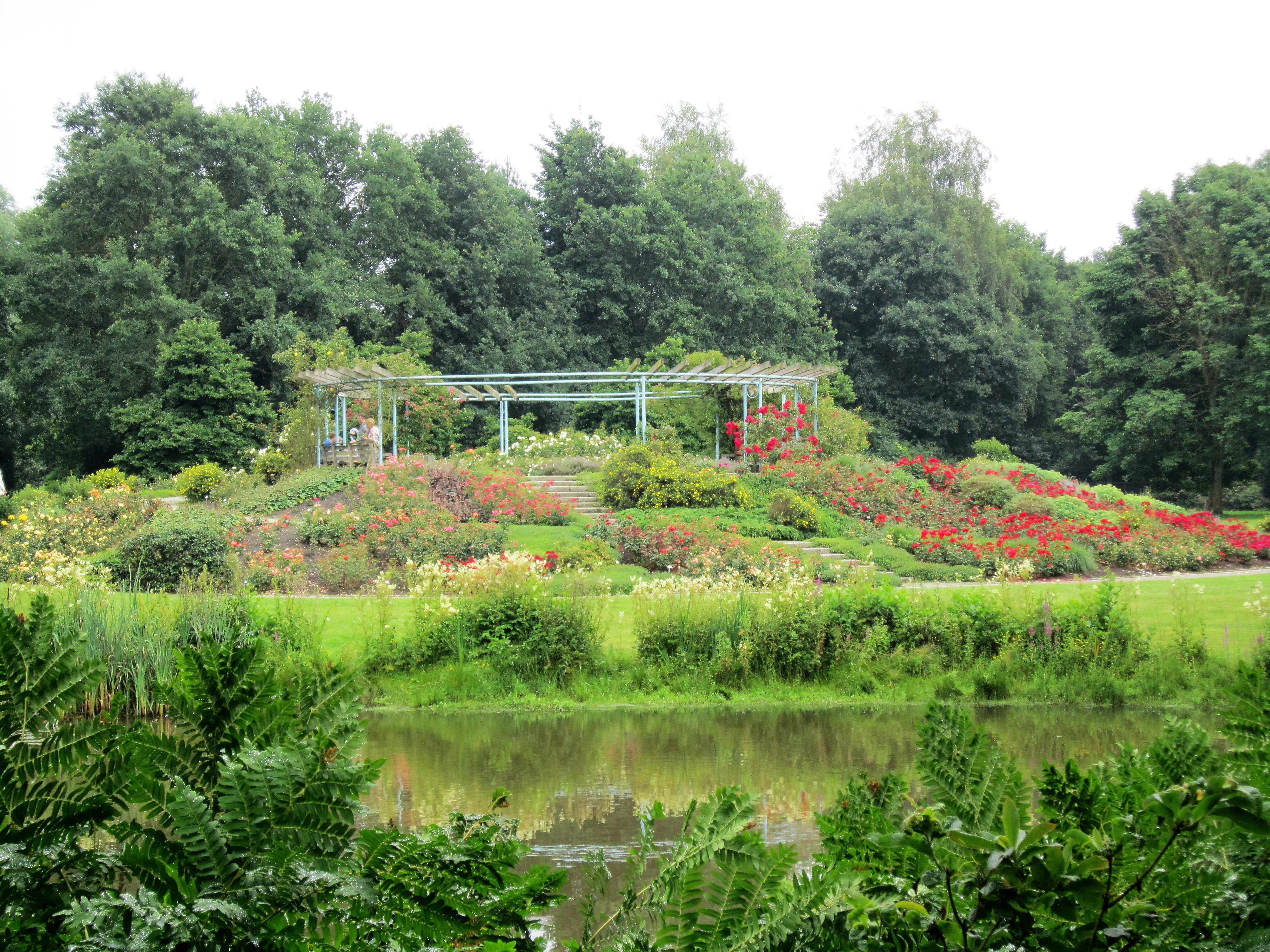
Bremen: Rosarium im Rhododendronpark
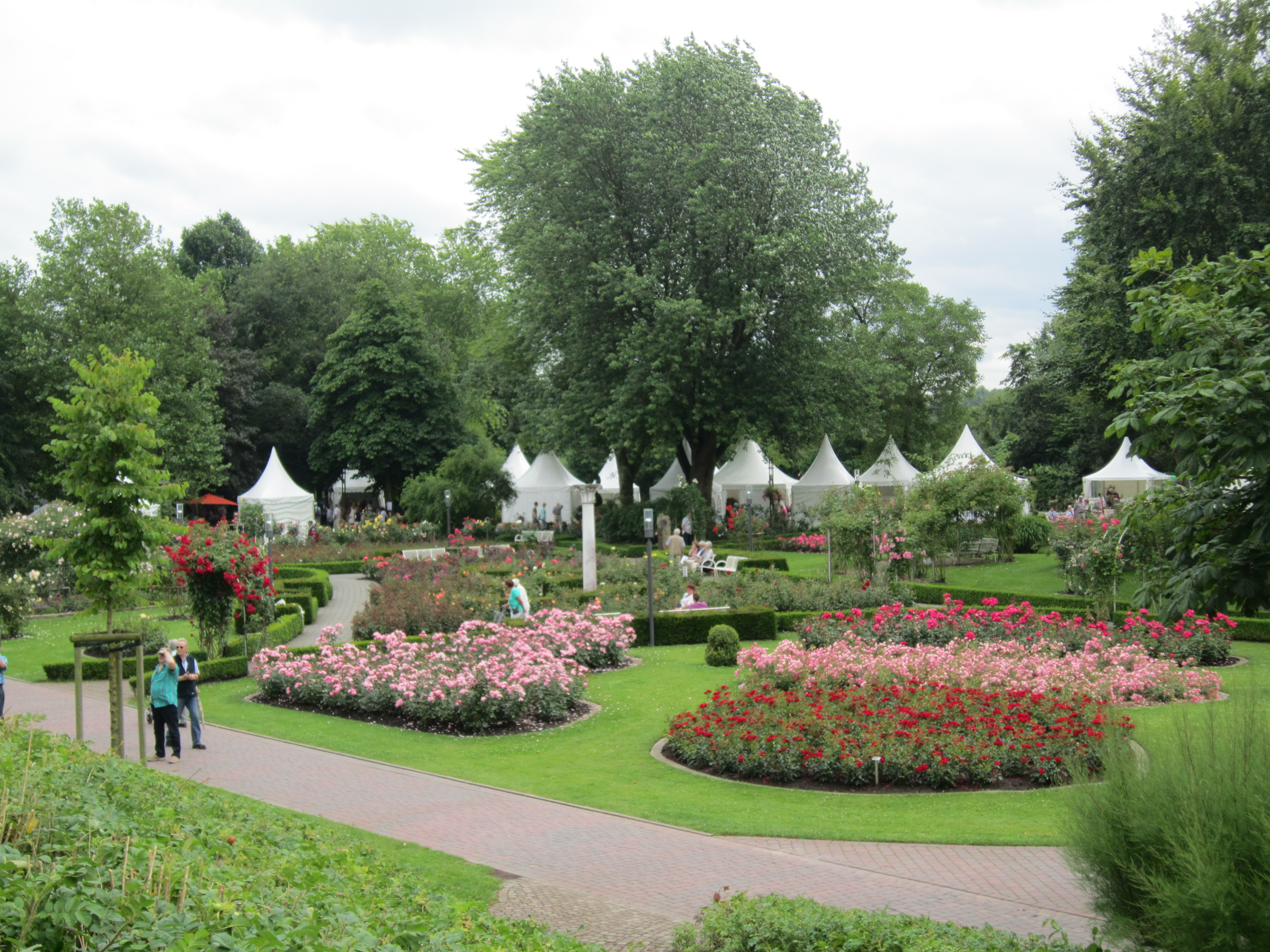
Bad Rothenfelde: Rosengarten mit Trödelmarkt „Rosenzeit“
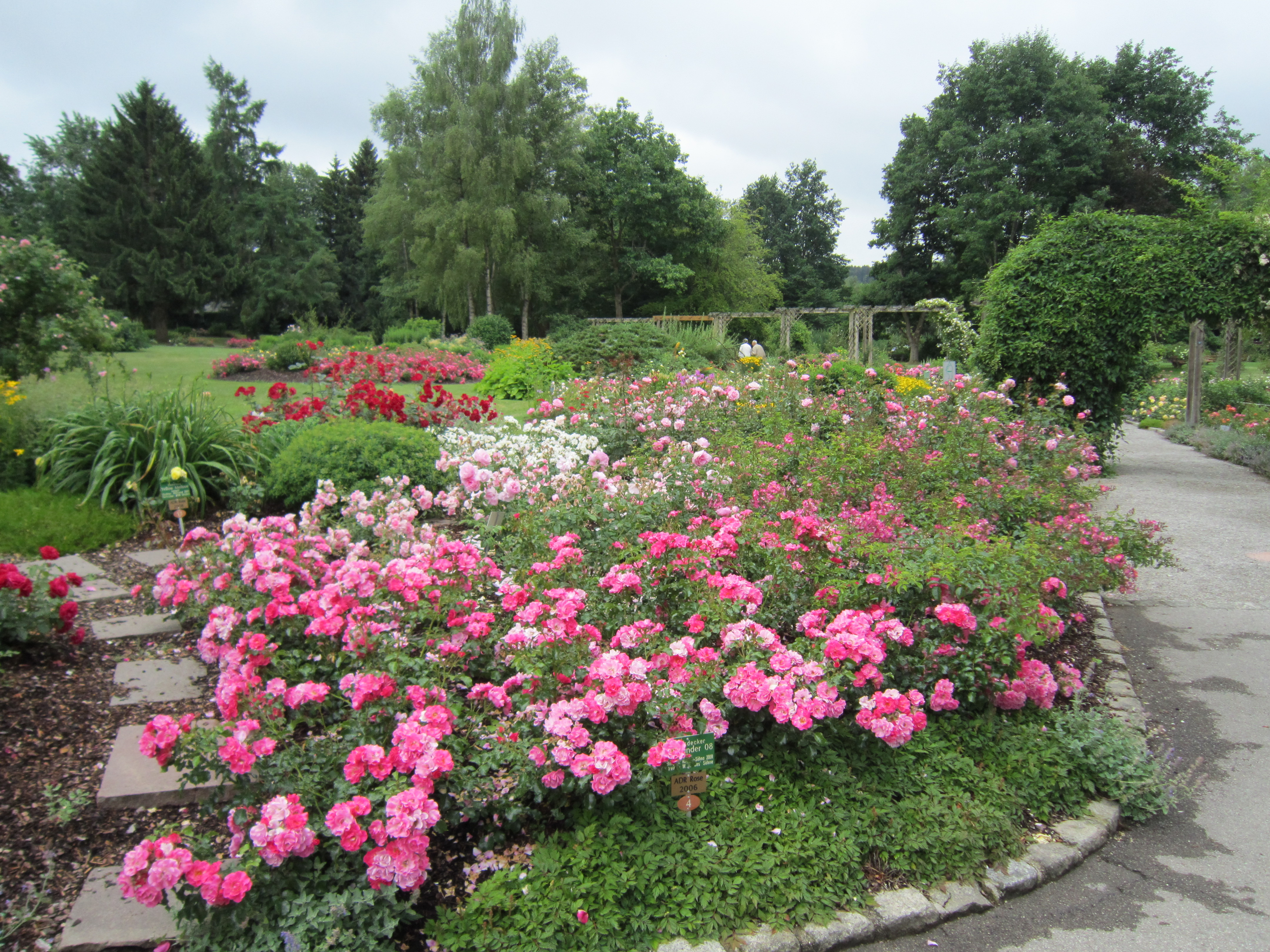
Bad Wörishofen: Rosengarten im Kurpark
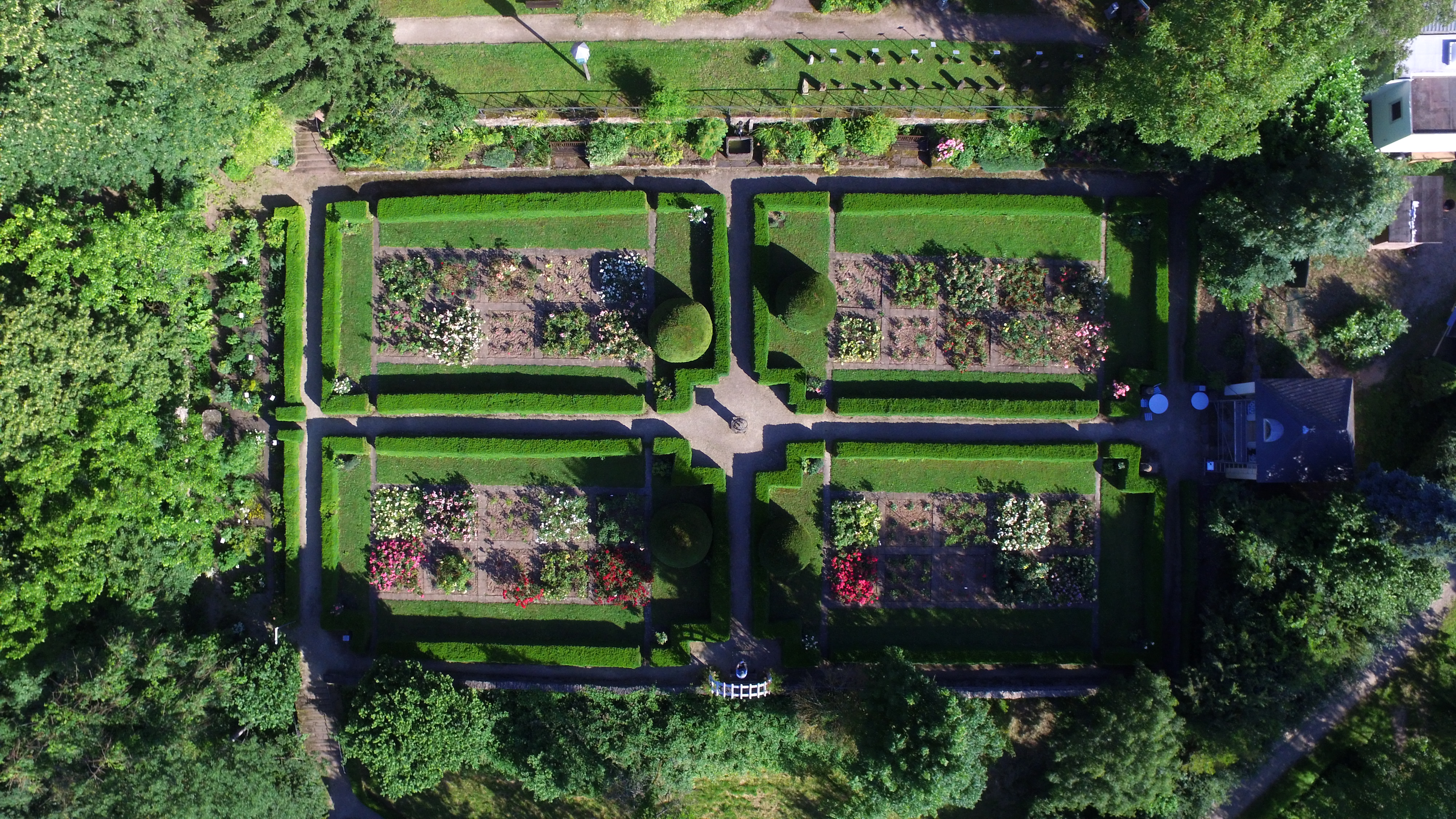
Rosengarten im Freilichtmuseum Roscheider Hof
Rosarium im Botanischen Garten der Stadt Hof

### Frankreich

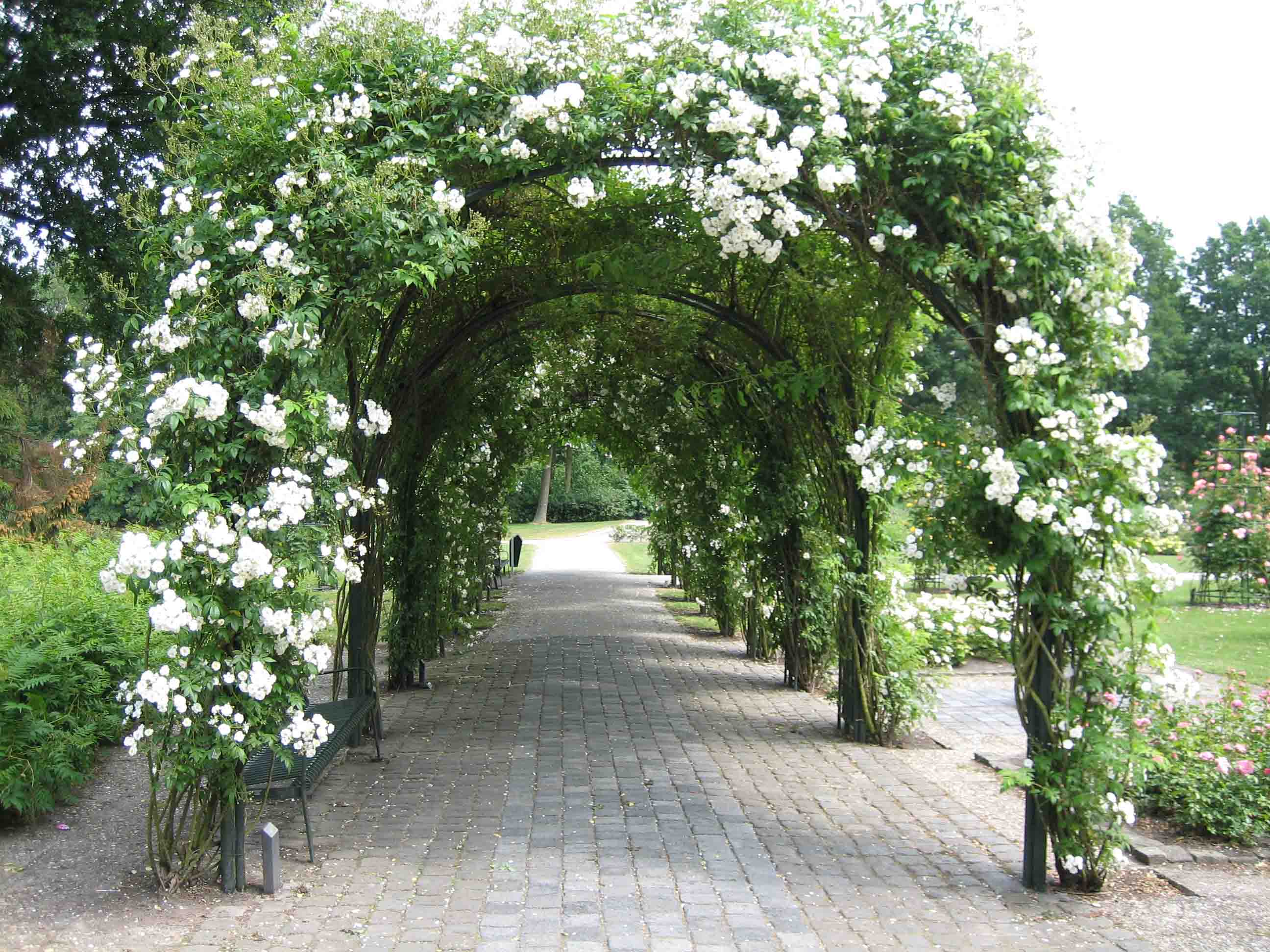
Rosarium in Winschoten

Neben dem oben erwähnten ältesten und größten Rosarium Frankreichs in L’Haÿ-les-Roses sind unter anderem folgende französische Rosensammlungen erwähnenswert: Roseraie du Parc de Bagatelle im Bois de Boulogne (16. Arrdt.), Roseraie du Parc Floral de la Source in Orléans, Roseraie du Parc de la Beaujoire in Nantes, Roseraie Saint-Nicolas in Chalon-sur-Saône, Roseraie du Parc de la Tête d’Or in Lyon, Roseraie du Conservatoire botanique de Charance in Gap, Roseraie de Saverne, Roseraie de l’École Du Breuil im Bois de Vincennes in Paris (12. Arrdt.), Roseraie du Lycée horticole de Lomme.

### Italien
Das Roseto Comunale in Rom ist ein seit 1931 bestehender öffentlicher Garten in Rom, der gegenüber vom Circus Maximus auf dem Aventine Hügel liegt und 1200 Rosensorten auf mehr als 10.000 m² Fläche beherbergt. Im Rosentestgarten werden weitere 350 Sorten getestet.
Der Roseto di Cavriglia in Cavriglia, Arezzo, ist mit 7000 Sorten die größte private Rosensammlung Europas.
Weitere bekannte Rosengärten befinden sich in Monza (Il Roseto Niso Fumagalli), Genua (Il Roseto di Nervi Villa Grimaldi)

### Niederlande
Das größte Rosarium der Niederlande befindet sich in Winschoten (Provinz Groningen).

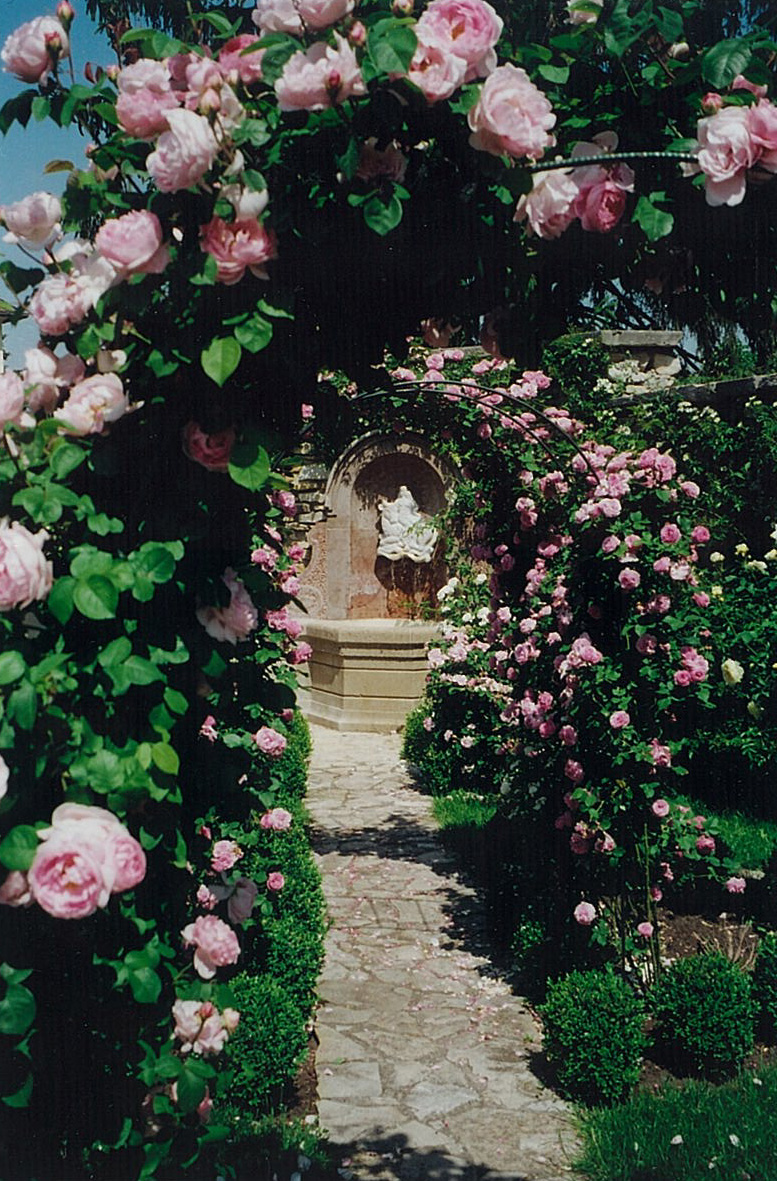
Kaisersteinbrucher Rosengarten mit Blick auf den Europabrunnen

### Österreich

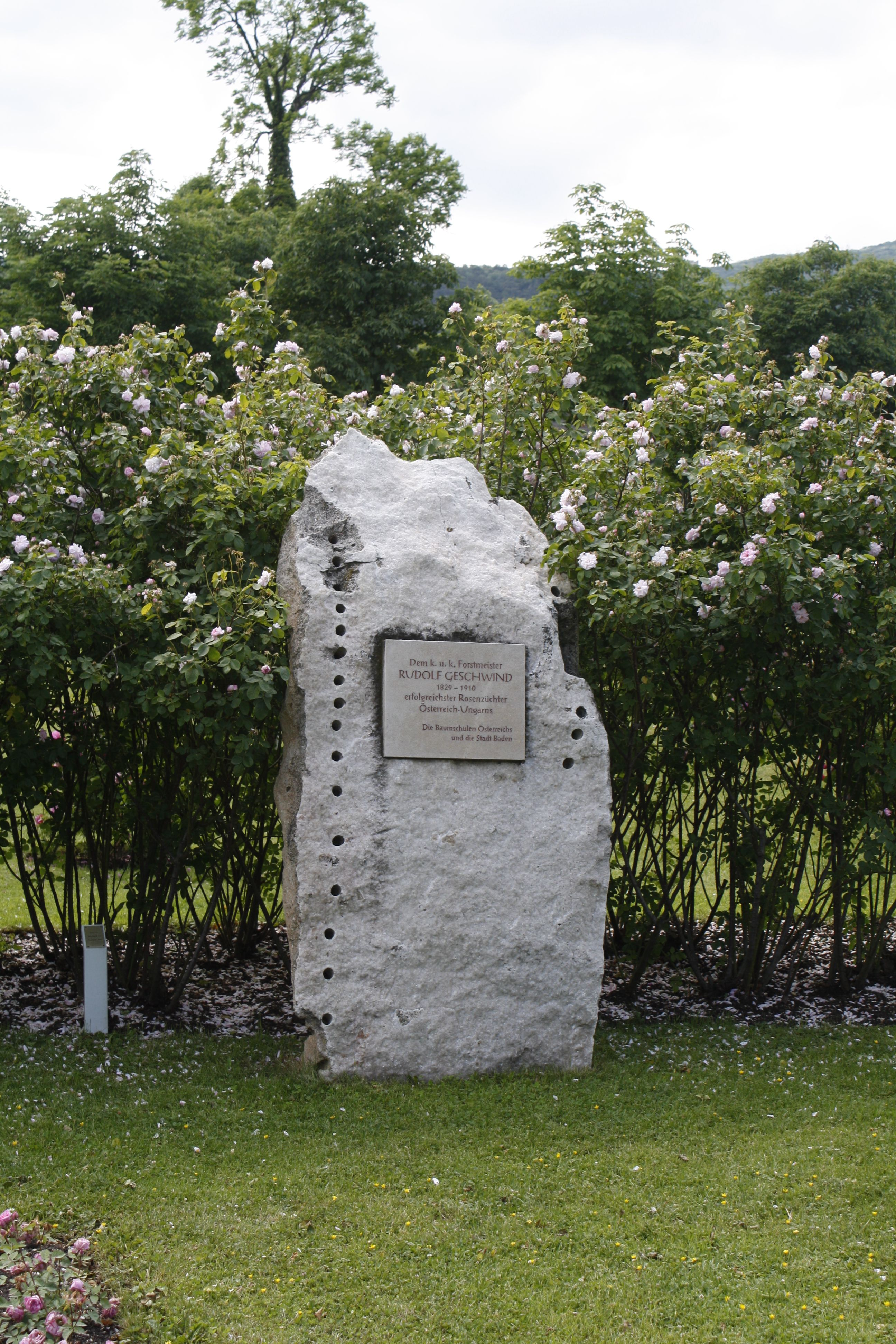
Badener Rosarium, Stein des ungarischen Rosenzüchters Rudolf Geschwind

In Wien selbst gibt es mehrere Rosarien – der Rosengarten im Volksgarten dürfte das bekannteste sein. Weitere Rosengärten sind im Donaupark, im Garten der Hermesvilla und im Schönbrunner Schlosspark zu finden. Im Wettsteinpark am Donaukanal existierte von 1934 bis 2015 ein Rosarium.
In Baden gibt es seit 1969 im öffentlich zugängigen Doblhoffpark ein Rosarium mit 25.000 Rosenpflanzen und etwa 900 verschiedenen Sorten auf 90.000 Quadratmetern, sowohl moderner als auch historischer Rosensorten, unter anderem etwa 40 Sorten des Rosenzüchters Rudolf Geschwind. Hier findet auch jährlich im Juni eine internationale Rosenschau statt, bei der in der barocken Orangerie tausende von Schnittrosen präsentiert werden.
Am 14. Juni 2001 eröffnete Landeshauptmann Hans Niessl den barocken Rosengarten „Stein und Rose“ in Kaisersteinbruch. Auf diese Weise entstand vor dem Europabrunnen mit der „Mauer der Einheit“ eine Parkanlage mit historischen englischen Rosen. Damit wurde der erste Schritt zu einer „Gartenstraße“ entlang des Leithagebirges gesetzt.
Ein weiteres burgenländisches Rosarium wurde im Jahre 2003 im Kurort Bad Sauerbrunn errichtet. Dort sind auf 4000 Quadratmetern über 1600 Rosen in 300 Sorten zu bewundern. Eine Besonderheit ist auch der Duftrosengarten für Blinde.
Giovannis Garden ist ein Rosengarten 1400 Rosensorten und einem Schwerpunkt für historische Rosen in Graz.

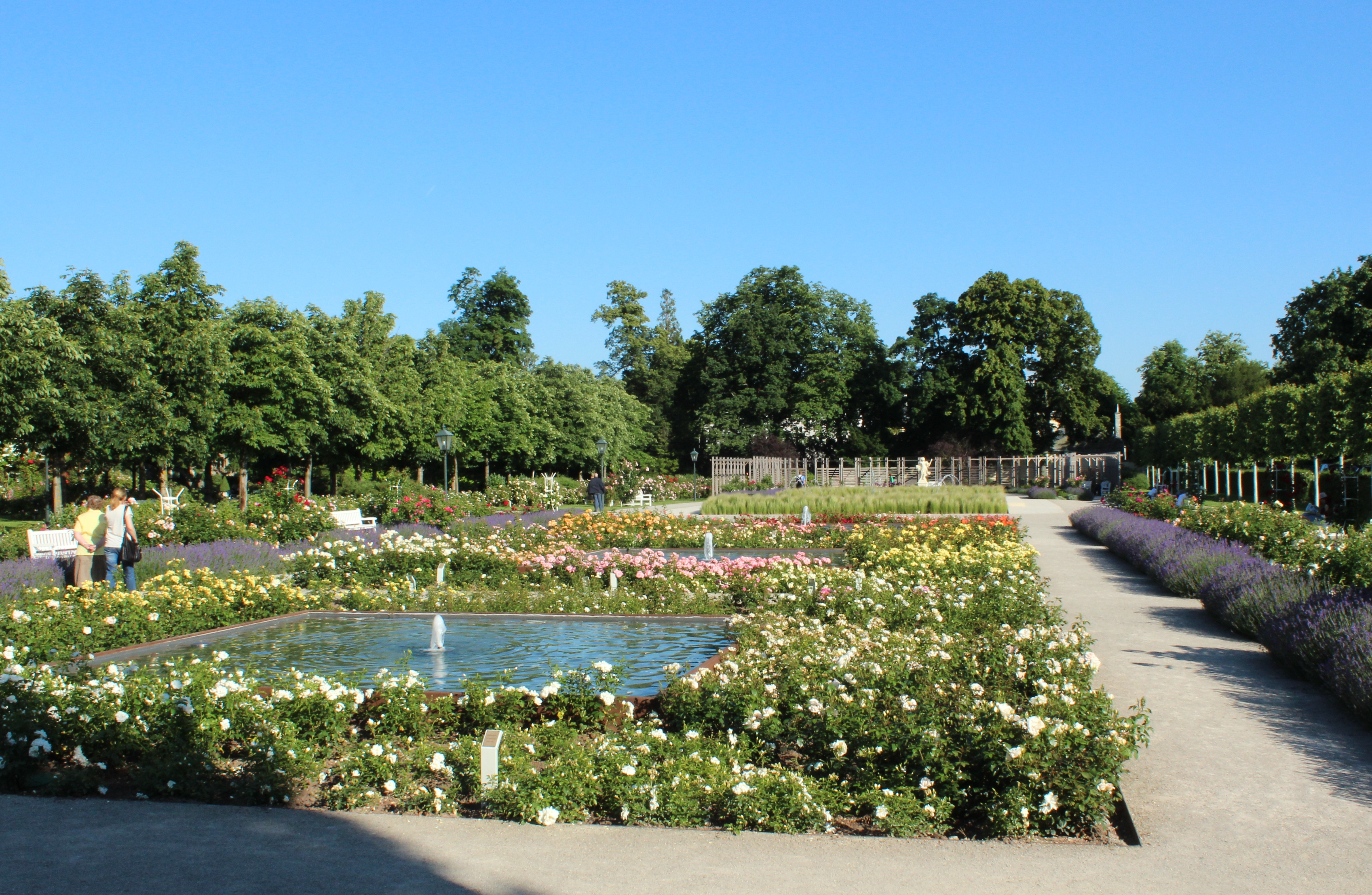
Schlossparterre im Rosarium Baden
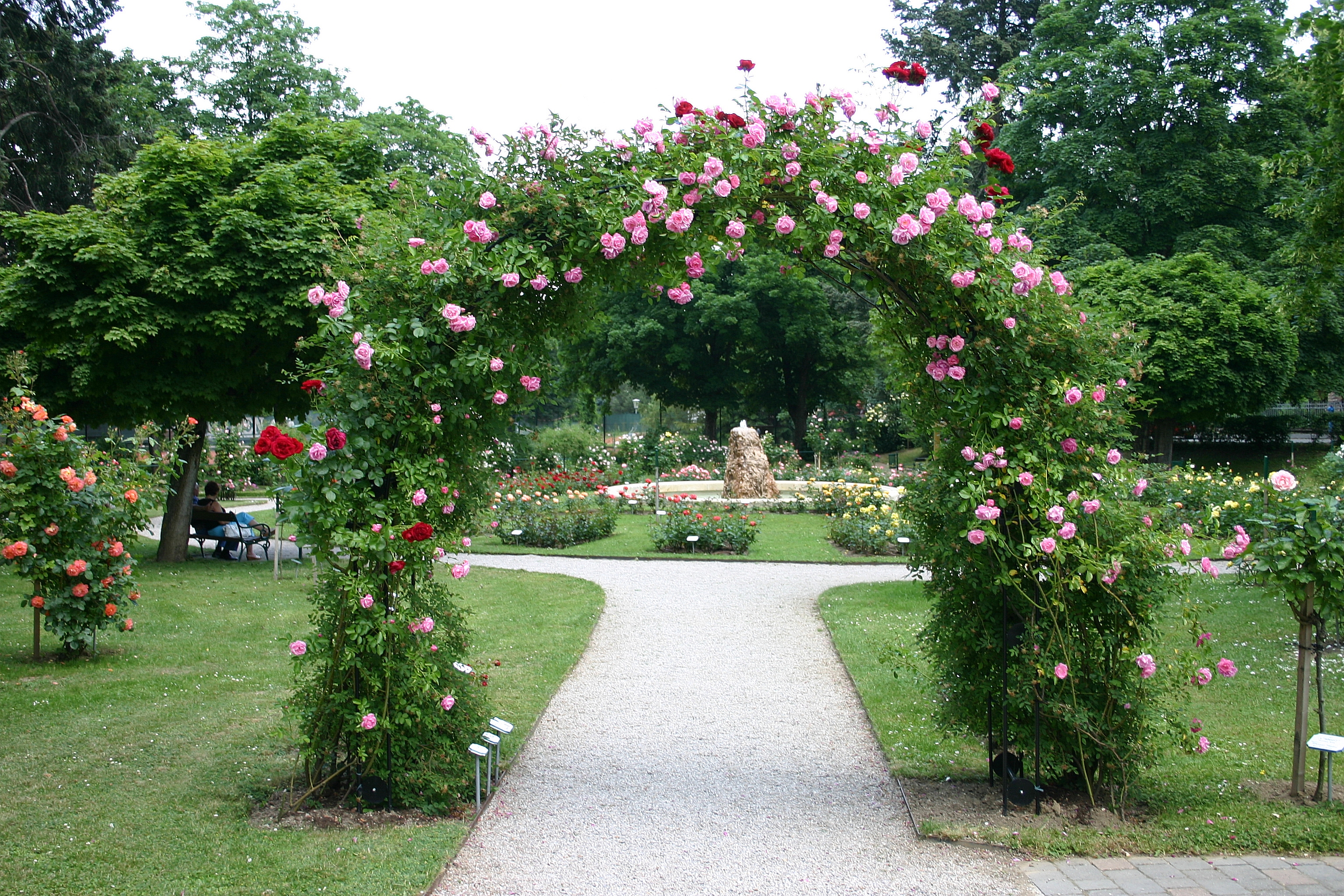
Bad Sauerbrunn Rosarium
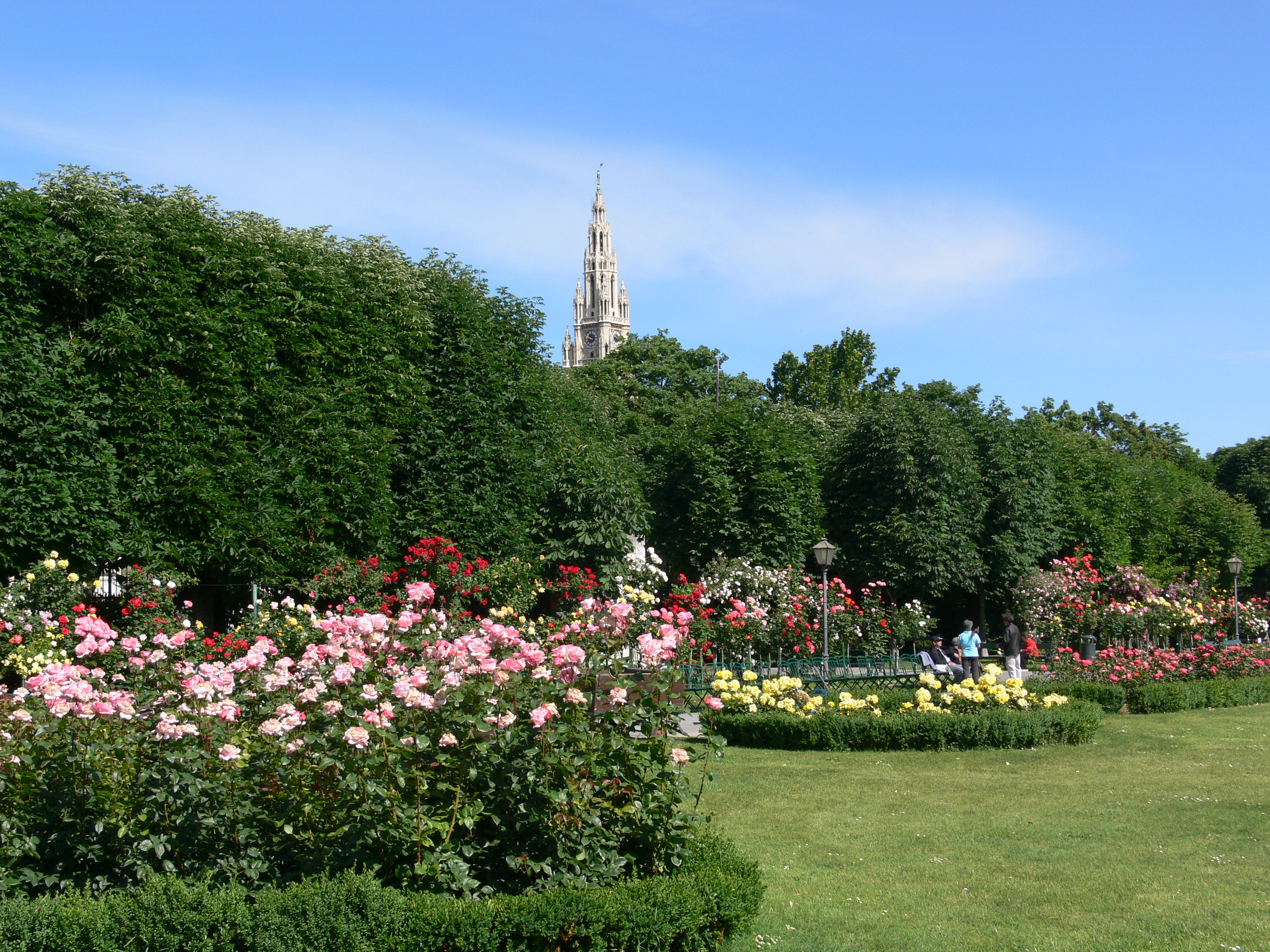
Rosengarten im Volksgarten, Wien
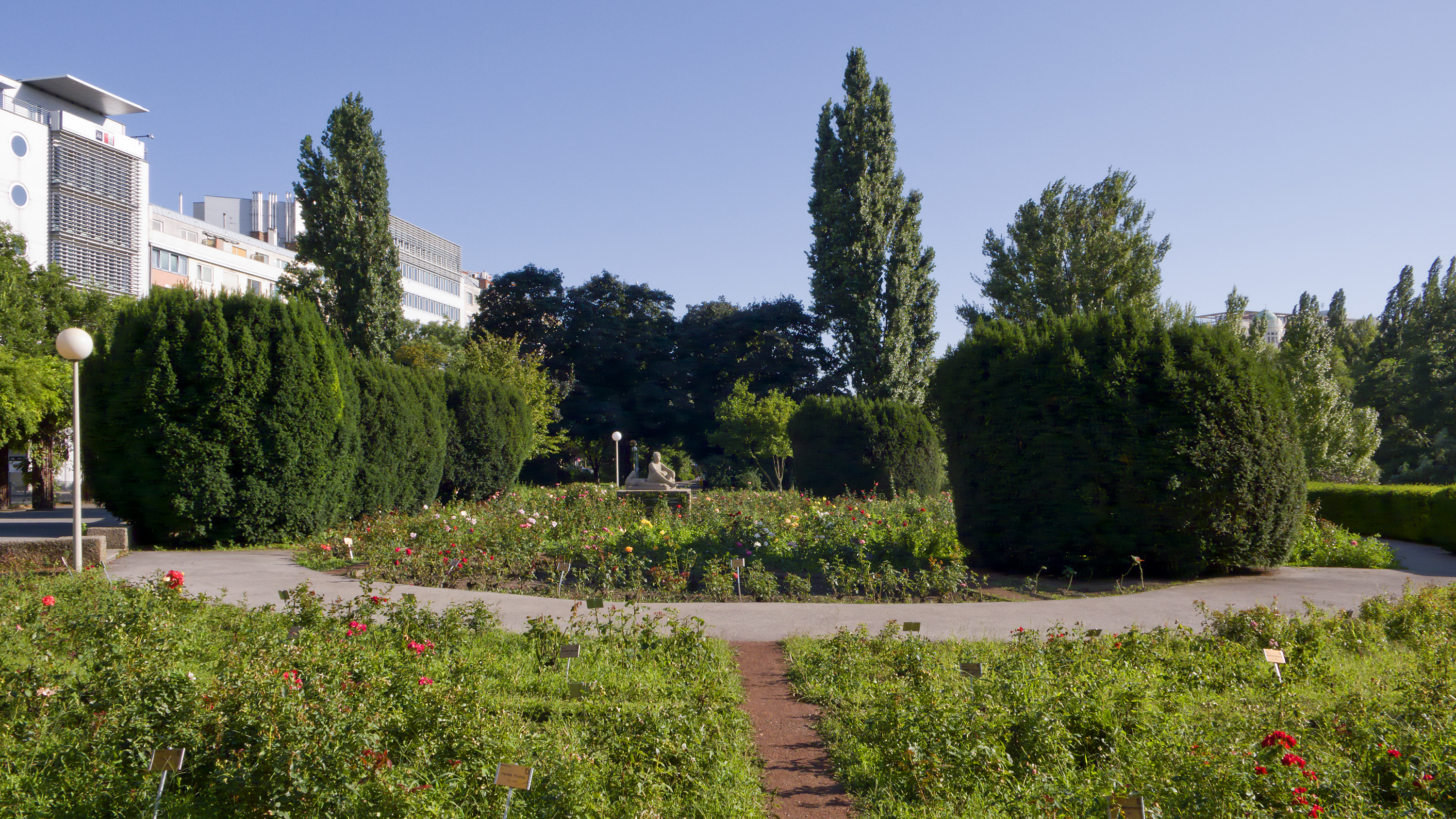
Rosarium Wettsteinpark, Wien
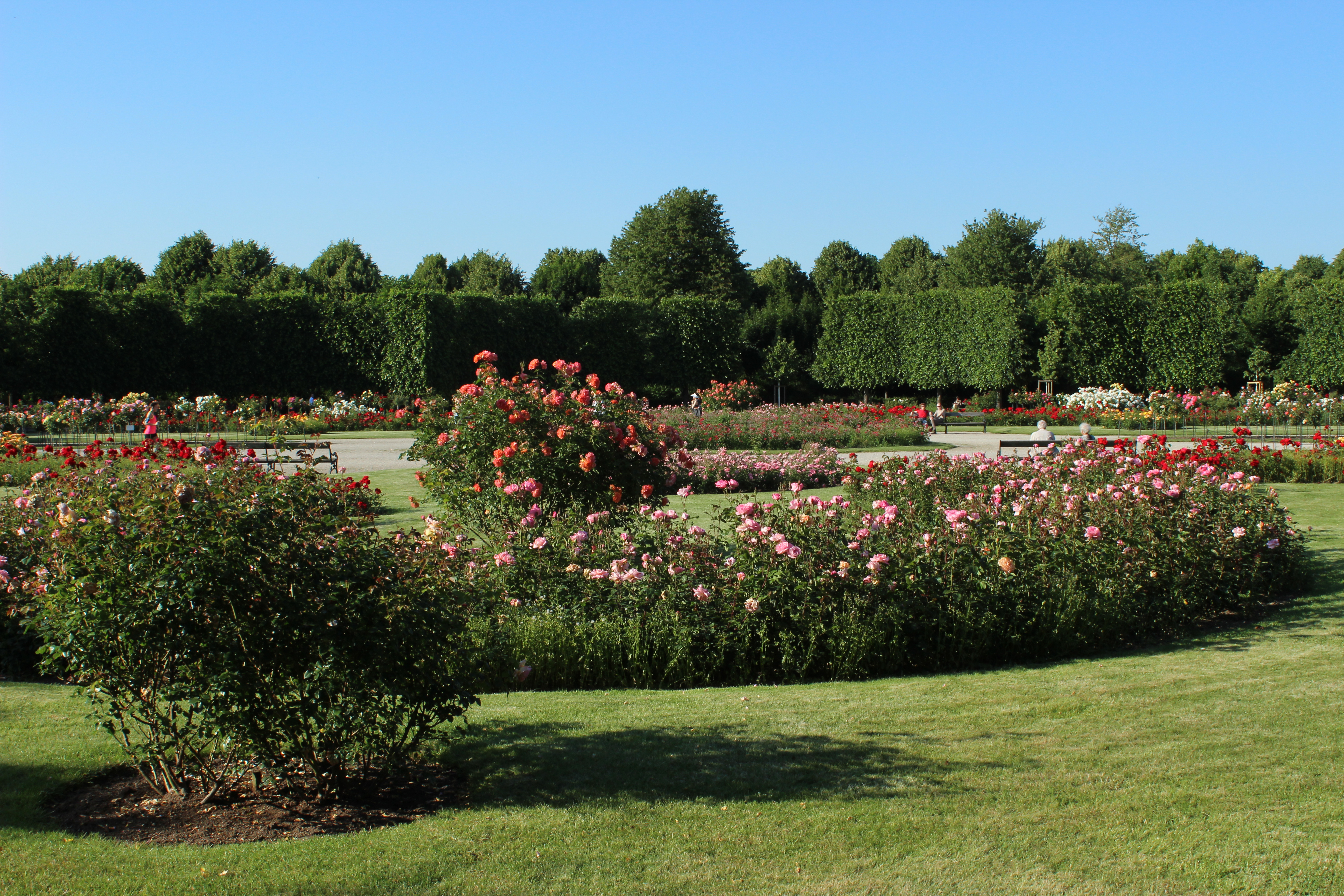
Schönbrunner Rosarium, Wien

### Rumänien
Der Rosenpark in Timișoara (Parcul Rozelor oder Grădina Rozelor) besteht im I. Bezirk Cetate der westrumänischen Stadt Timișoara. Er wurde 1891 auf der nördlichen Seite der Bega von den Landschaftsarchitekten und Rosenzüchtern Wilhelm Mühle und Wenceslas Franz Niemitz angelegt und gilt als eines der Wahrzeichen der Stadt. Ihm verdankt sie den Beinamen Stadt der Rosen. In der Zwischenkriegszeit entwickelte sich der Rosenpark unter Árpád Mühle mit über 1400 Rosenarten aus Europa, Amerika und Asien zum größten Rosarium in Südosteuropa. Der Park wurde 2011 mit 9000 Rosenstöcken, 450 Bäumen und Sträuchern sowie 11.000 Quadratmetern Rasen aufgefrischt.
Der nach seinem Gründer benannte Botanische Garten Anastasie Fătu in Iași beinhaltet auf einer Fläche von 1,7 Hektar etwa 600 Arten von Rosen, die nach Größe, Form und Farbe in Gruppen aufgeteilt sind. In der Mitte des seit 1856 bestehenden Rosariums befinden sich edle Rosenarten, dazu stehen in den Randgebieten wilde Zuchtrosen, die nach ihren geographischen Herkunftsgebieten angeordnet sind. Zu den hier wachsenden rumänischen Kreationen gehören Luchian, Foc de Tabara und Rosa bunda.
Der Botanische Garten in Cluj-Napoca wurde nach dem Biologen Alexandru Borza benannt. Das dort gelegene Rosarium umfasst etwa 250 Rosenarten und weitere Sammlungen von Tulpen, Narzissen, Dalien, Schwertlilien, Hyazinthen und Lilien.

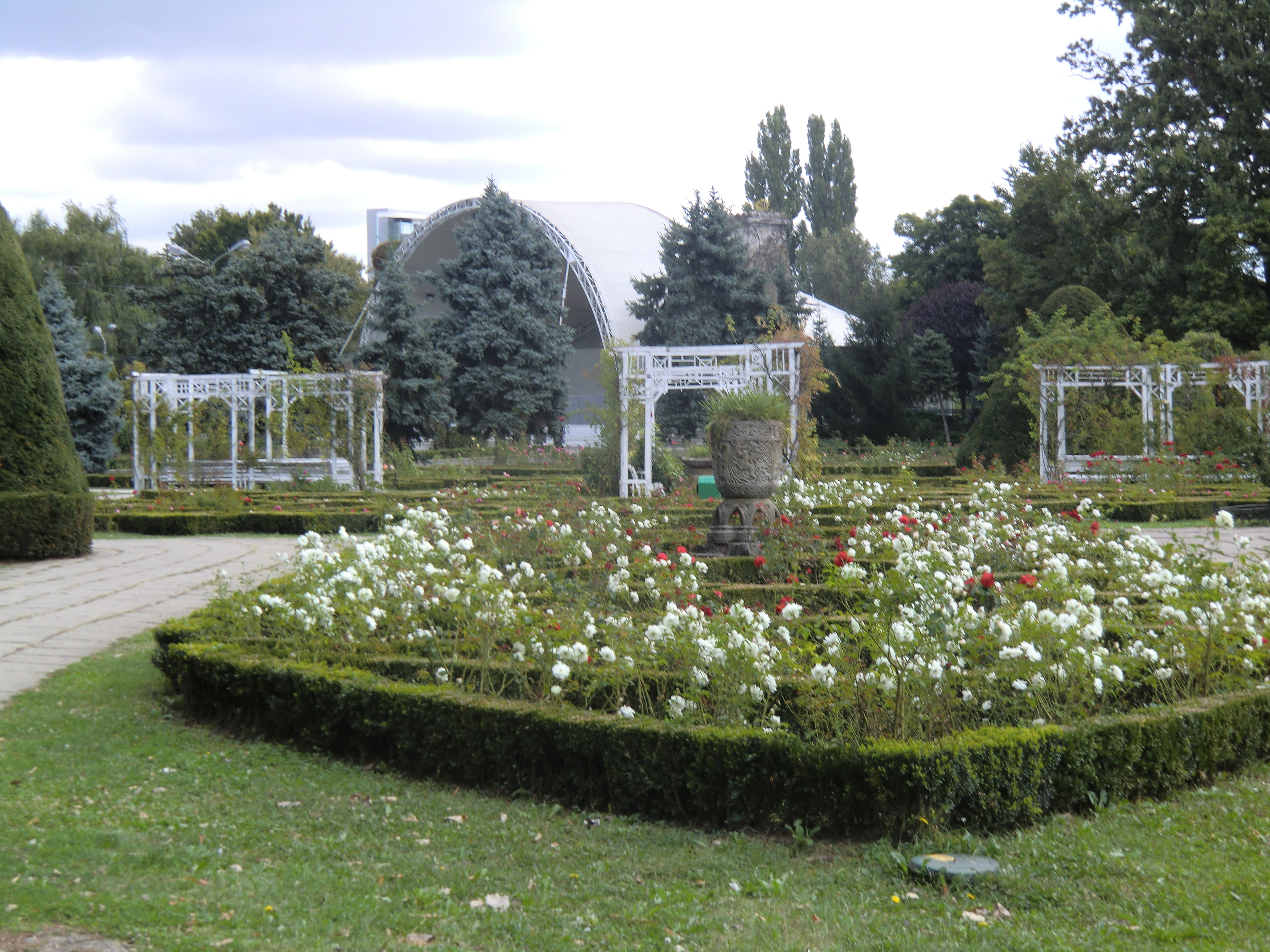
Rosenpark Timișoara
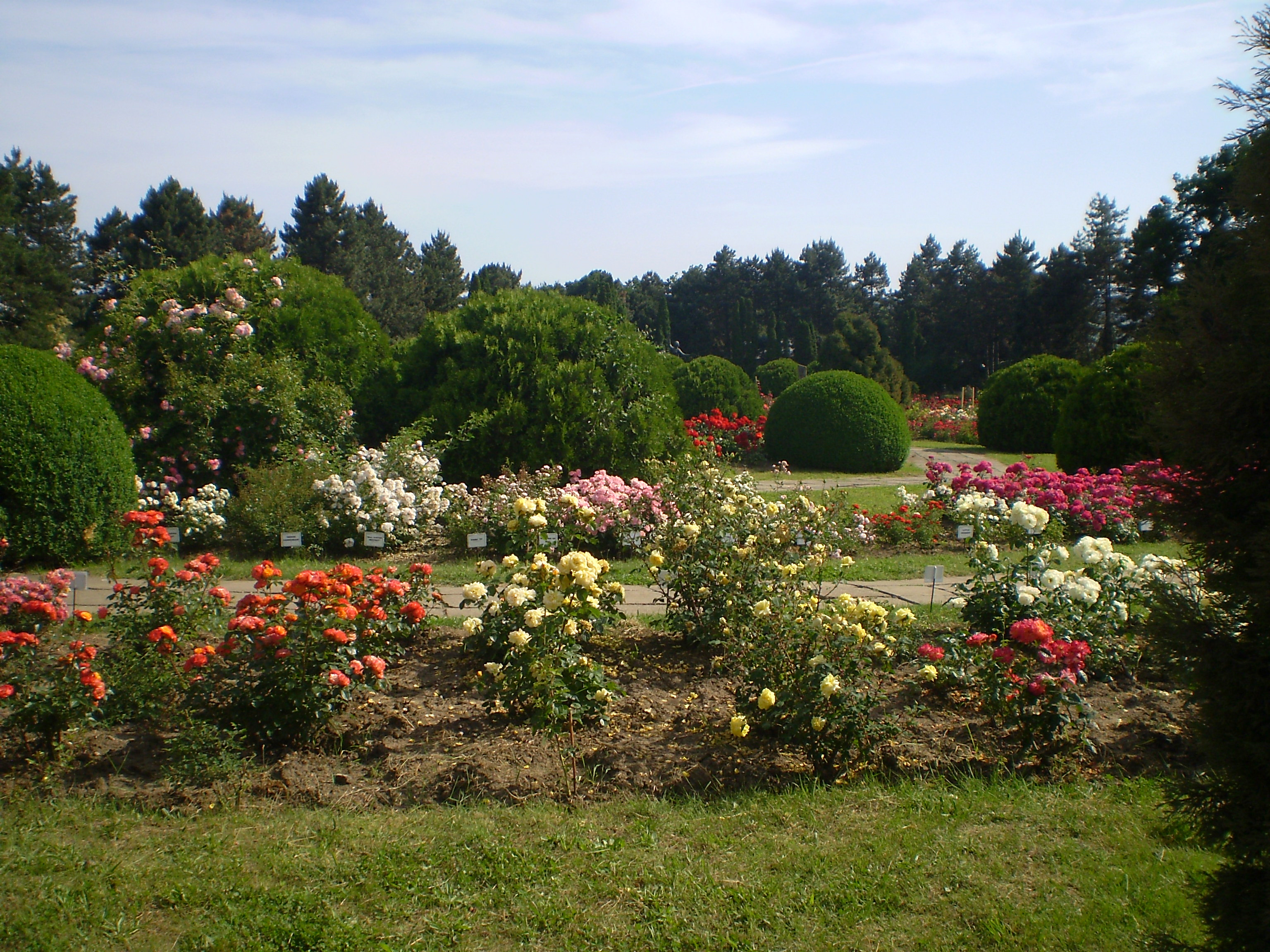
Rosarium Iași
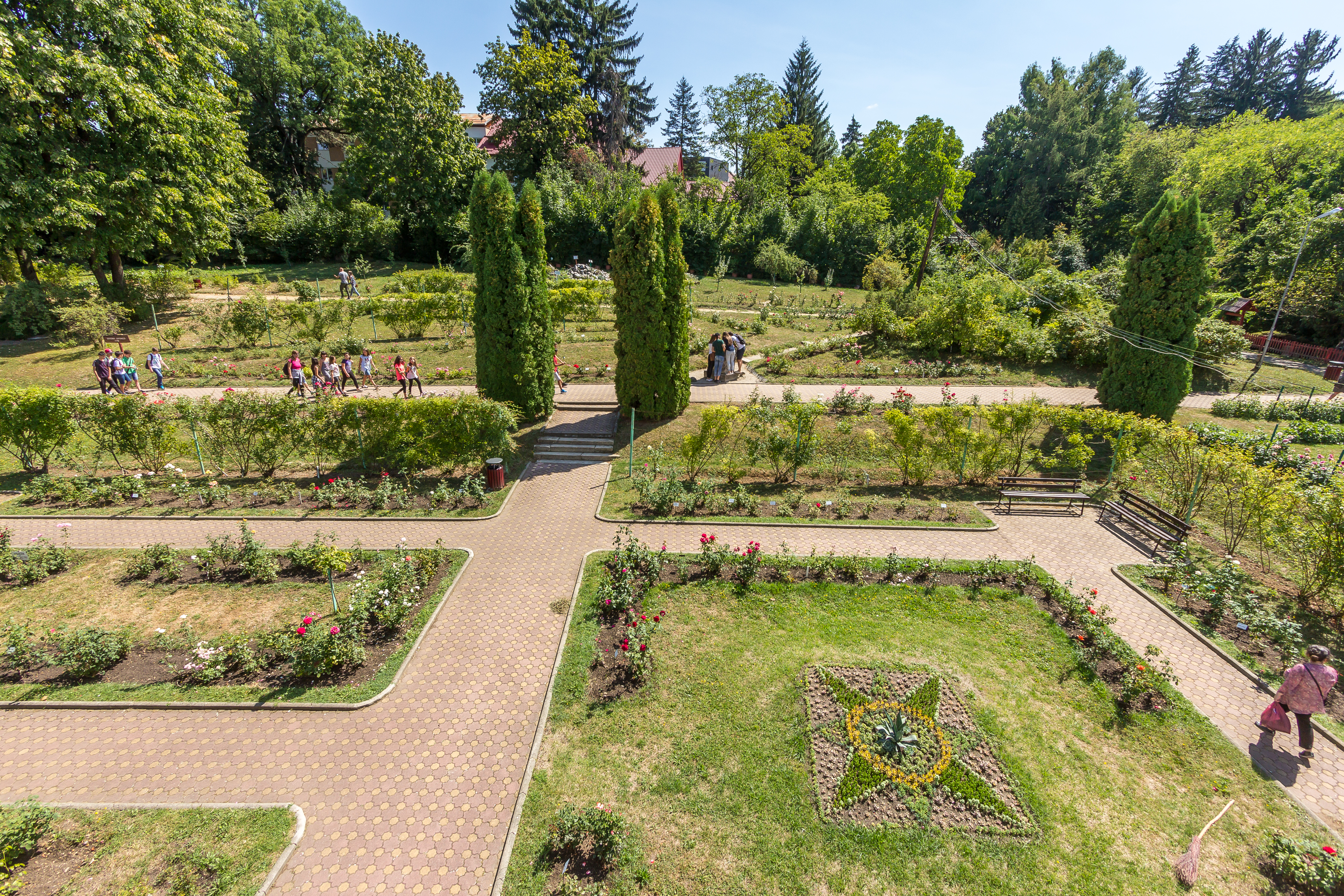
Rosarium Cluj-Napoca

### Schweiz

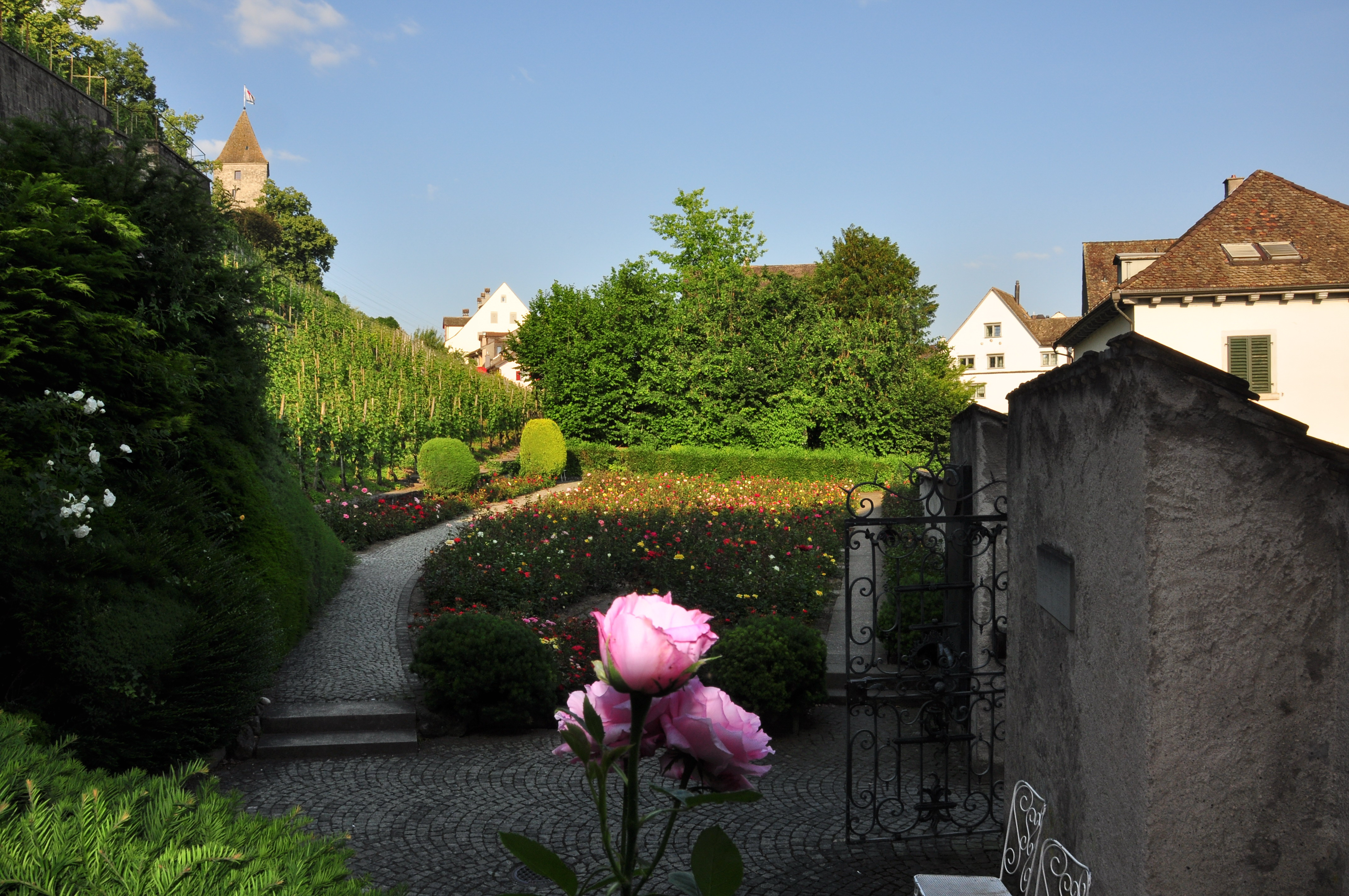
Rosengärten in Rapperswil

1913 ließ der „Verkehrs- und Verschönerungsverein Rapperswil und Umgebung“ die Rosengärten in Rapperswil beim Fischmarktplatz am Zürichsee einrichten, gefolgt von weiteren Anpflanzungen am Seeufer Anfang der 1920er Jahre und an Straßen und Plätzen in der dicht bebauten Altstadt. Rosengärten im eigentlichen Sinn folgten um 1965 u. a. beim Einsiedlerhaus im ehemaligen Obstgarten des Kapuzinerklosters. Eine landesübergreifende Besonderheit ist der 1984 angepflanzte Duftrosengarten für Sehbehinderte im Stadtzentrum mit rund 1500 Rosen aus 75 Duftsorten sind durchgehend mit Braille- und Normalschrift beschildert. Zwischen Juni und Oktober erblühen insgesamt rund 15.000 Edelrosen, Polyantha- und Strauchrosen in den Gärten und Gassen der Rosenstadt.
Der Rosengarten in Bern, bis zu Beginn des 20. Jahrhunderts ein Friedhof, bietet einen Ausblick auf die Berner Altstadt. Hier wachsen heute 223 Rosen-, 200 Iris- und 28 Rhododendronarten.

### Tschechien
Das größte Rosarium in Tschechien mit über 25.000 Rosenstöcken befindet sich auf dem Gelände der Gedenkstätte Lidice, 20 Kilometer nordwestlich von Prag. Der international ausgezeichnete Rosengarten in Lidice wurde im Juni 1955 auf Initiative der Aktion Lidice soll leben eröffnet.

## Weltweit

### Australien

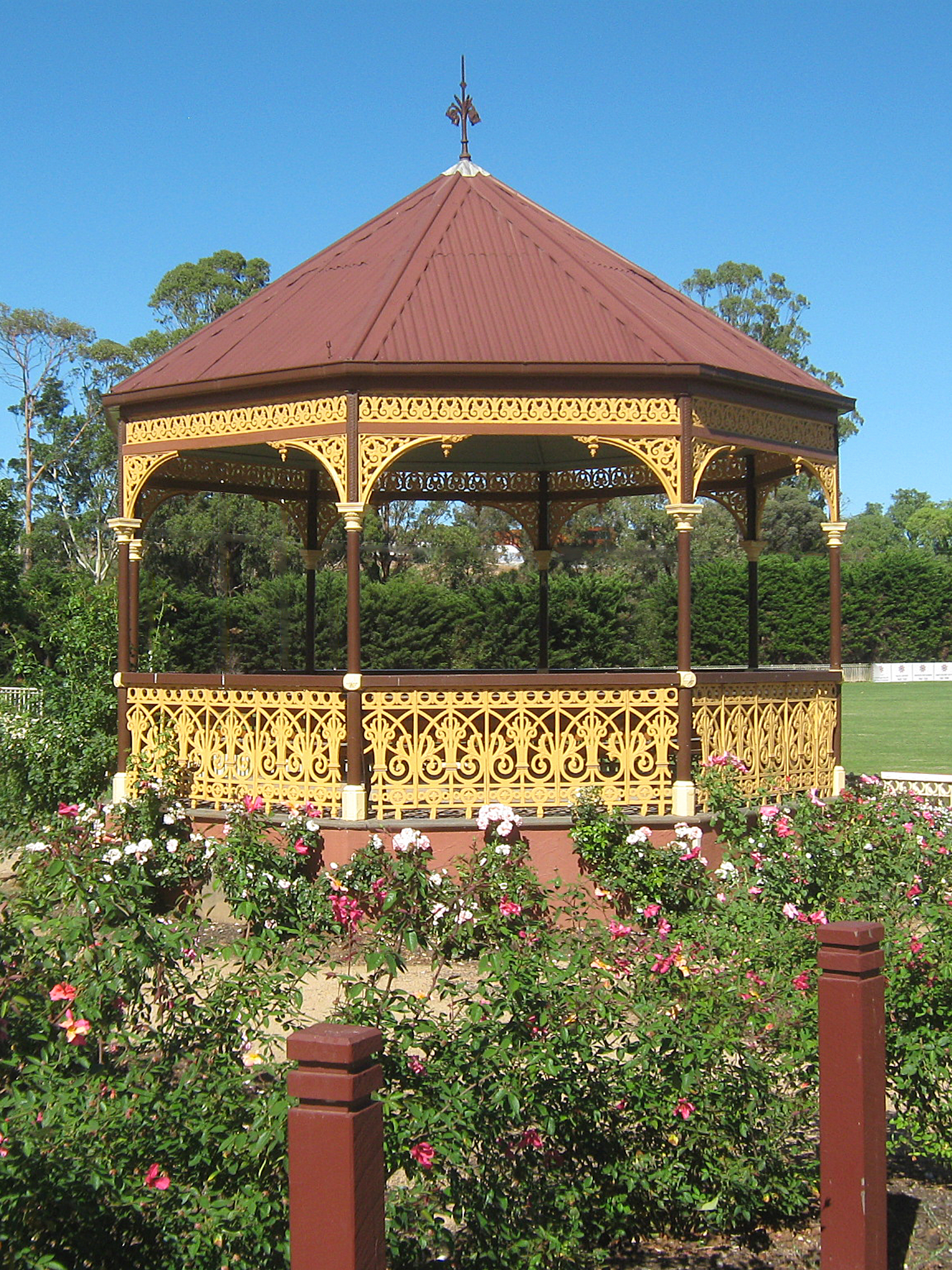
Musikpavillon im Nieuwesteeg Heritage Rose Garden

Nennenswerte Rosengärten in Australien sind unter anderem
- der Morwell Centenary Rose Garden in Morwell, Victoria, mit über 4000 Rosenpflanzen und einem Schwerpunkt für Sorten australischer Züchter.
- den Rosengarten im Royal Botanic Garden Melbourne (Königlicher Botänischer Garten Melbourne) in Melbourne mit vielen Rosenarten.
- der Alister Clark Memorial Rose Garden, ein Rosengarten in Bulla, Victoria, der Heimat des australischen Rosenzüchters Alister Clark (1864–1949), der dem Züchter gewidmet ist und alle 67 zurzeit erhältlichen Sorten Clarks enthält.[4]
- der Nieuwesteeg Heritage Rose Garden in Maddingley Park in Bacchus Marsh, Victoria beherbergt 40 alte Rosensorten, ein Großteil davon australische Sorten.
- der Victoria State Rose Garden in Werribee, Victoria, mit über 5000 Rosen.
- Ruston’s Rose Garden in der Nähe von Renmark in Südaustralien beherbergt mit fast 4000 Rosensorten[11] eine der größten Rosensammlungen weltweit. Der Garten wurde 2005 zur Nationalen Rosensammlung Australiens ernannte.[4] Angelegt wurde der Garten ursprünglich als kommerzieller Obstgarten, der immer mehr auch den Schnittblumenmarkt belieferte, bis in den 1970ern gänzlich auf den Verkauf von Rosenpflanen und Schnittrosen fokussiert wurde.[12]

### Indien
Der Regierungs-Rosengarten in Ooty liegt auf 2250 Metern Seehöhe und gehört mit 2800 Rosensorten und über 20.000 Rosenbüschen auf einer Fläche von 4 Hektar zu den größten Indiens. Aufgrund der einzigartigen klimatischen Bedingungen ohne starke Temperaturänderungen übers Jahr ist die Blühzeit der Rosen sehr lang.
Ein weiterer großer Rosengarten Indiens, der Zakir Hussain Rosengarten, befindet sich im botanischen Garten von Chandigarh mit über 50.000 Rosensträuchern und 1600 verschiedenen Sorten. Mit einer Fläche von 120.000 Quadratmetern ist er einer der größten Asiens. Einer der ältesten Rosengärten Indiens ist dagegen der 1760 von Hyder Ali angelegte Rosengarten in Bangalore in Lalbagh.

### Marokko
Die Stadt El-Kelâa M’Gouna ist als Rosenstadt von Marokko bekannt. An sie grenzt das Tal der Rosen, ein großes Rosenanbaugebiet, das auch einen Rosenpark beherbergt.

### Vereinigte Staaten

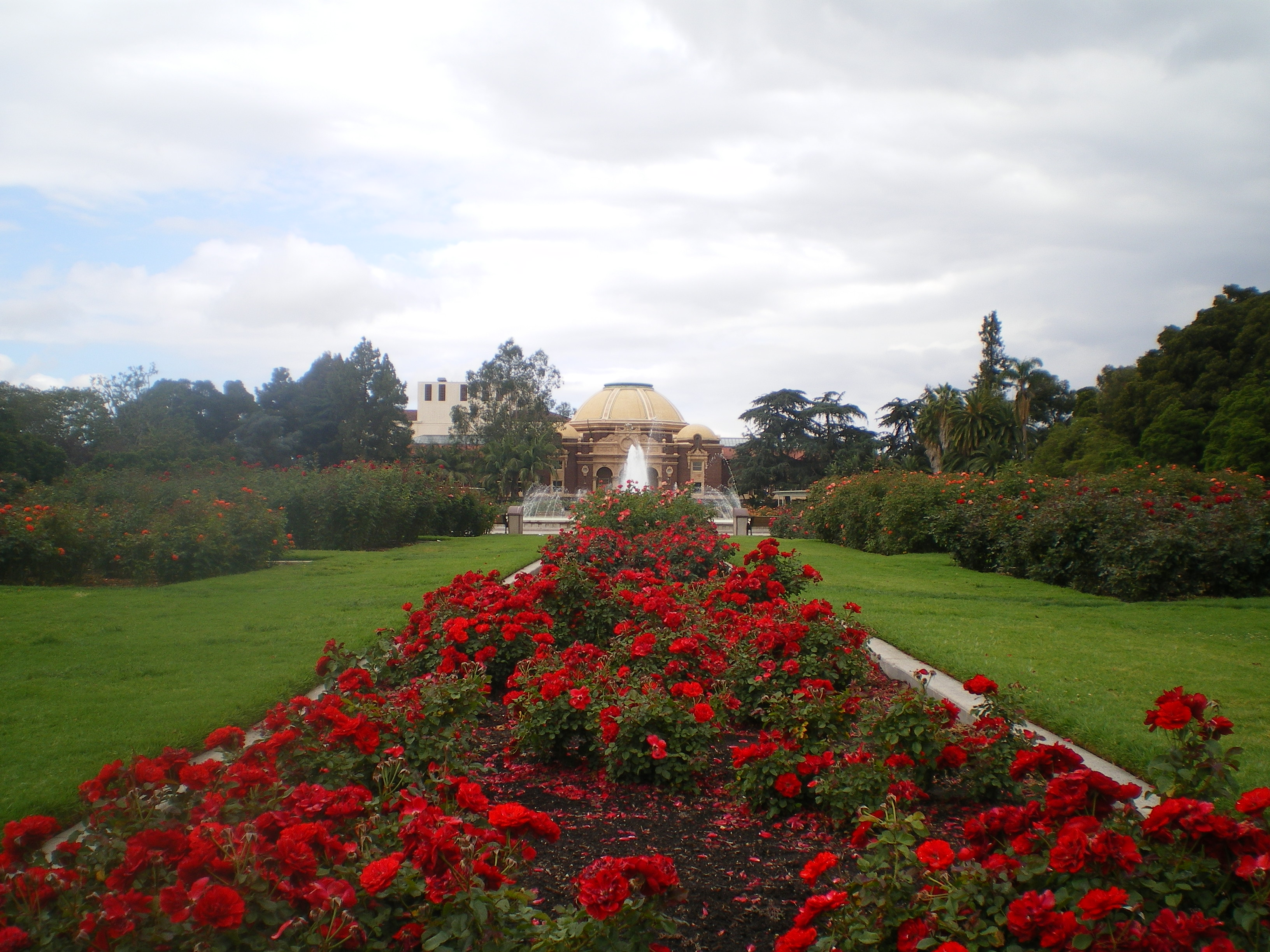
Rosengarten im Exposition Park, Los Angeles

Zu den bekannten Rosengärten in den Vereinigten Staaten zählen
- The American Rose Center, der Garten der American Rose Society in Shreveport, Louisiana mit über 20.000 Rosenpflanzen
- der Rosengarten im Exposition Park in Los Angeles, Kalifornien, 1927 angelegt, auf über 28.000 Quadratmetern
- der Internationale Rosentestgarten im Washington Park in Portland (Oregon) mit über 7000 Rosenpflanzen und etwa 550 Rosensorten, besteht seit 1917 und ist damit der älteste Rosentestgarten der Vereinigten Staaten, der der Öffentlichkeit immer zugänglich war – und der Grund, dass unter anderem auch Portland als „Stadt der Rosen“ bezeichnet wird.

## Trivia
- Rosengarten ist in vielen europäischen Ländern ein verbreiteter Name oder auch Bezeichnung (Dänemark) zum Beispiel von Altersheimen.
- Auf dem Johannisfriedhof (Rosenfriedhof) in Nürnberg gibt es sehr viele alte Rosenhochstöcke (Bestand aus dem 16. Jahrhundert).